# 香港太平清醮

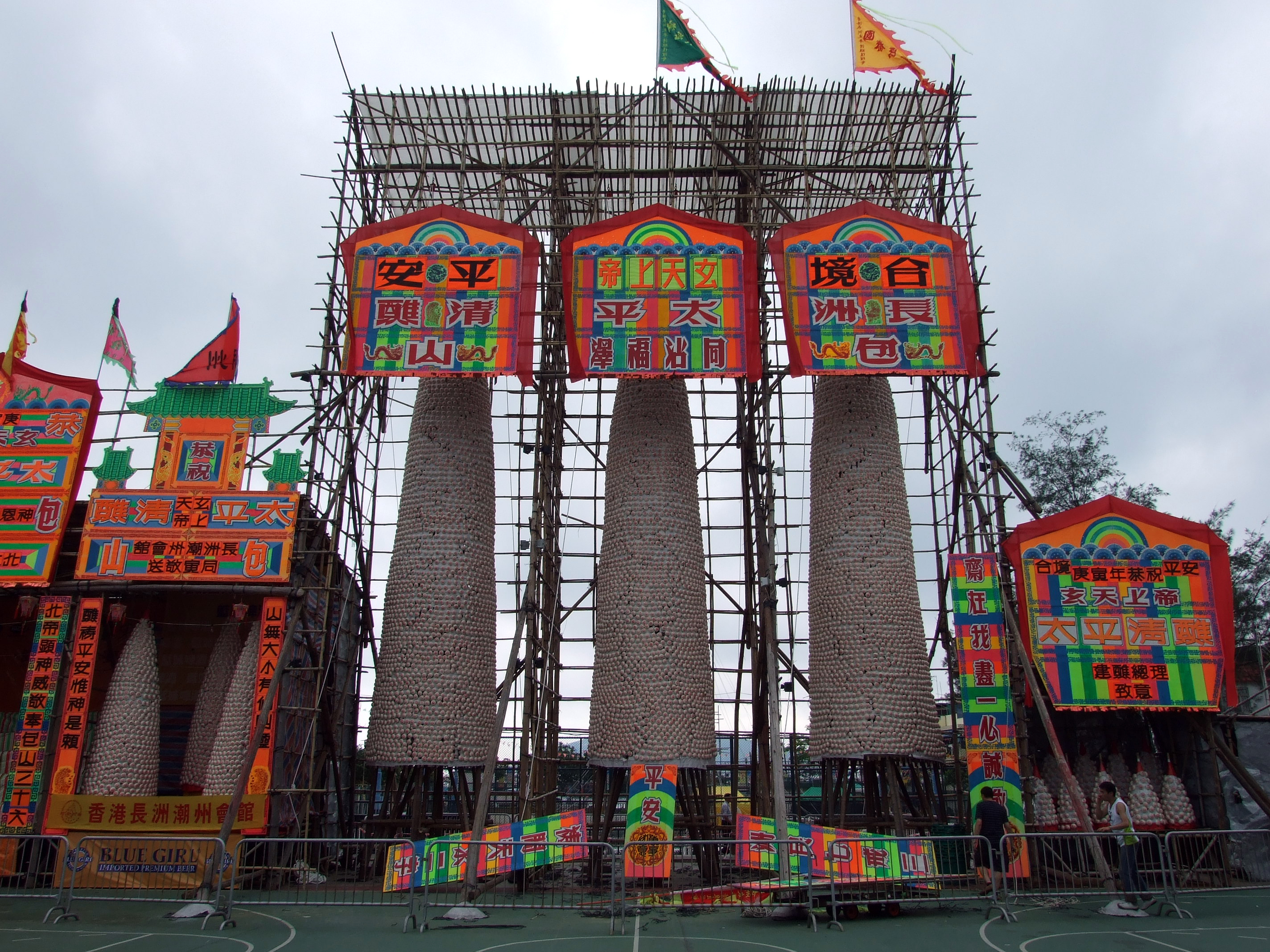
每年舉行的長洲太平清醮

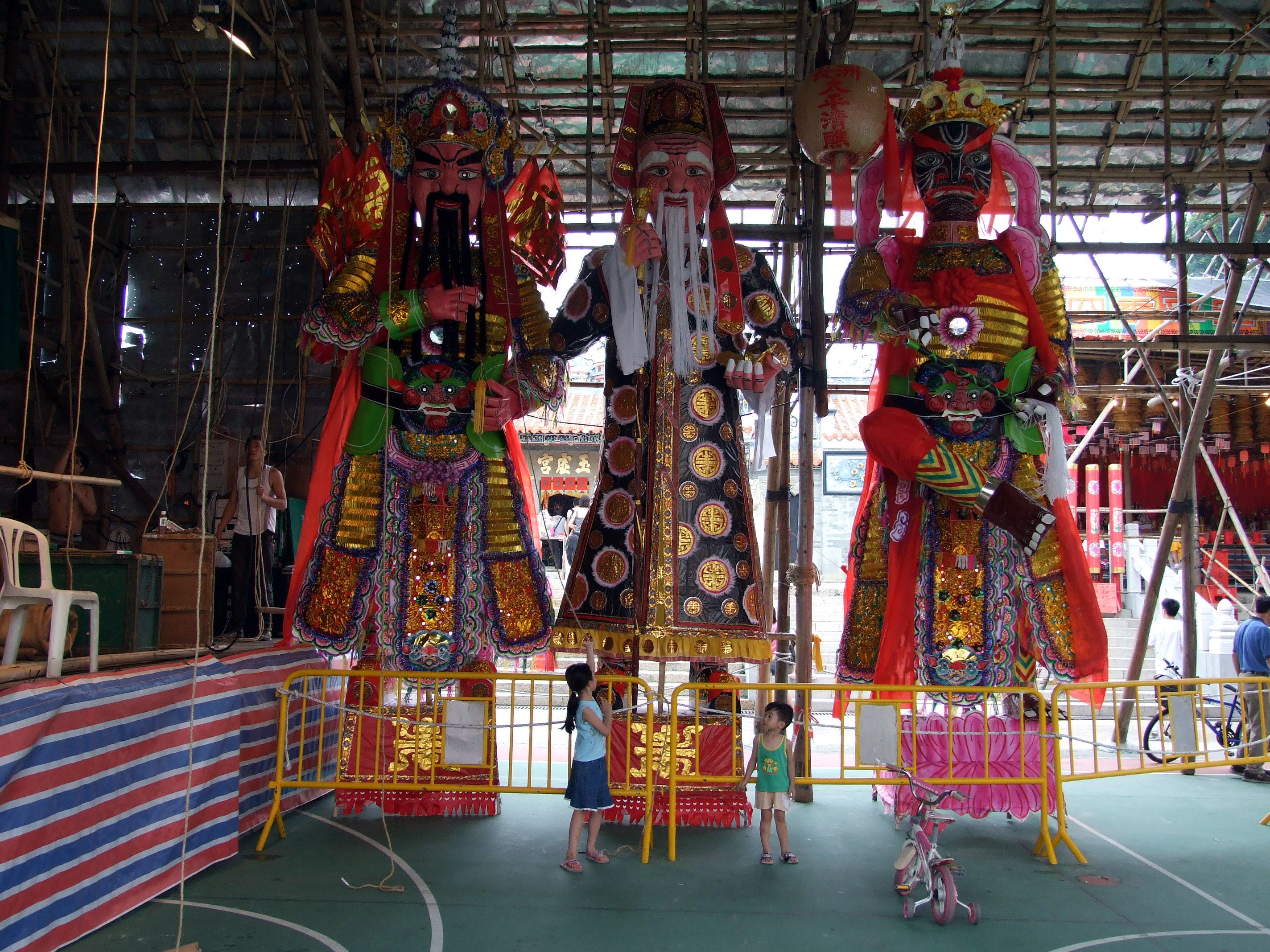
長洲太平清醮神棚內三大紙紮神像，分別為大士王、土地公及山神

太平清醮在香港一般簡稱為「打醮」，而亦有稱為「安龍清醮」，是一種保平安的祈安醮，用以保境祈陽、許願酬還。香港的太平清醮定期舉行，周期由最短1年以至長達60年，普遍的漁業社區每2年或7年舉行一次，多選在農曆四、五月；而農業社區則每5年、10年或前後10年（9年）舉行一次太平清醮，大多選在農曆十月進行。醮期由一日一夜至五日六夜不等。

## 歷史
香港太平清醮據說源自清朝政府取消遷界令，村民可以重返故鄉後開始出現的宗教儀式。在明朝和清朝祈禳災祥和祭祀無主孤魂是屬於地方官司會同城隍神的責任，但在香港的打醮，概具備國家容許的「春祈秋報、驅瘟逐疫」、「春秋迎賽、祈年報穀」的元素，更把原本由官僚負責的祈禳和祭厲儀式地方化。
經過長期的演變，香港的打醮形式和規模已逐漸標準化，是一個特定社區、特定群體在特定時間舉行的大型社區性的宗教節日，由籌備至完成往往需時一年。每次太平清醮不少村內均會搭建大型戲棚公演「神功戲」，一般是上演粵劇，亦有鄉村跟隨習俗加演木偶戲，醮場並有攤檔售賣各種驅邪的吉祥物，熱鬧非常。香港以長洲舉行的太平清醮最為著名，香港人說起太平清醮，多數就指長洲太平清醮，目前香港約有四十條鄉約維持打醮的風俗。建醮有兩個主要的作用：一是祈求建醮社區福祉、保境平安、許願酬還；二是重新確認社會關係和人群身份。
太平清醮舉辦的日期有农业社區和渔业社區的分別，農業社區如新界的錦田鄉多在農曆十月、十一月舉行，而漁業社區如長洲，則在農曆四月、五月舉行。

## 籌備
一次太平清醮由籌備到完成約花一年時間，通常在舉行前一年便需要籌組「建醮委員會」或「醮務委員會」，負責統籌籌備直到醮會舉行期間的大小事務，組成成員往往是建醮社區的核心或掌權人士，一般亦會由鄉事委員會或村公所成員兼任。
籌備工作包括招標承投各項事務，如喃嘸團體、紙紮祭品、承建醮棚及戲棚、安裝電燈、招聘戲班和承辦齋筵等。同時亦要向相關政府部門申請牌照。打醮期間禁止殺生，委員會安排在建醮社區張貼通告。而各個鄉村亦有保存「建醮祭簿」或「例醮功德簿」，簡稱「醮簿」，是歷代相傳建醮的記錄，詳細記錄建醮的行事及儀式的細節和須用物品、各棚廠的對聯、各單位擔任的角色、責任和人數、仍至各項合同等。

### 擇日
打醮的日期通常需要聘請勘輿家按照頭名緣首的年生八字選擇吉日，這份時間表稱為「吉課」，在香港大多邀請蔡步真堂的蔡伯勵負責。勘輿家會向建醮委員會提交吉課，詳列醮場座向和相關儀式的舉行日期及時辰，並列有各儀式的相沖生肖。吉課開列的儀式一般包括「發奏上頭表」、「上二表」、「開工紮作」、「開搭醮棚」、「上三表」、「作齋灶」、「迎神登壇」、「取水淨壇」、「揚幡」、「啟壇建醮」、「迎榜」或「啟人緣榜」、「超幽」、「送神回位」、「酬謝神恩」等項目，而部份地區如林村鄉更特別加上「封山」一項。

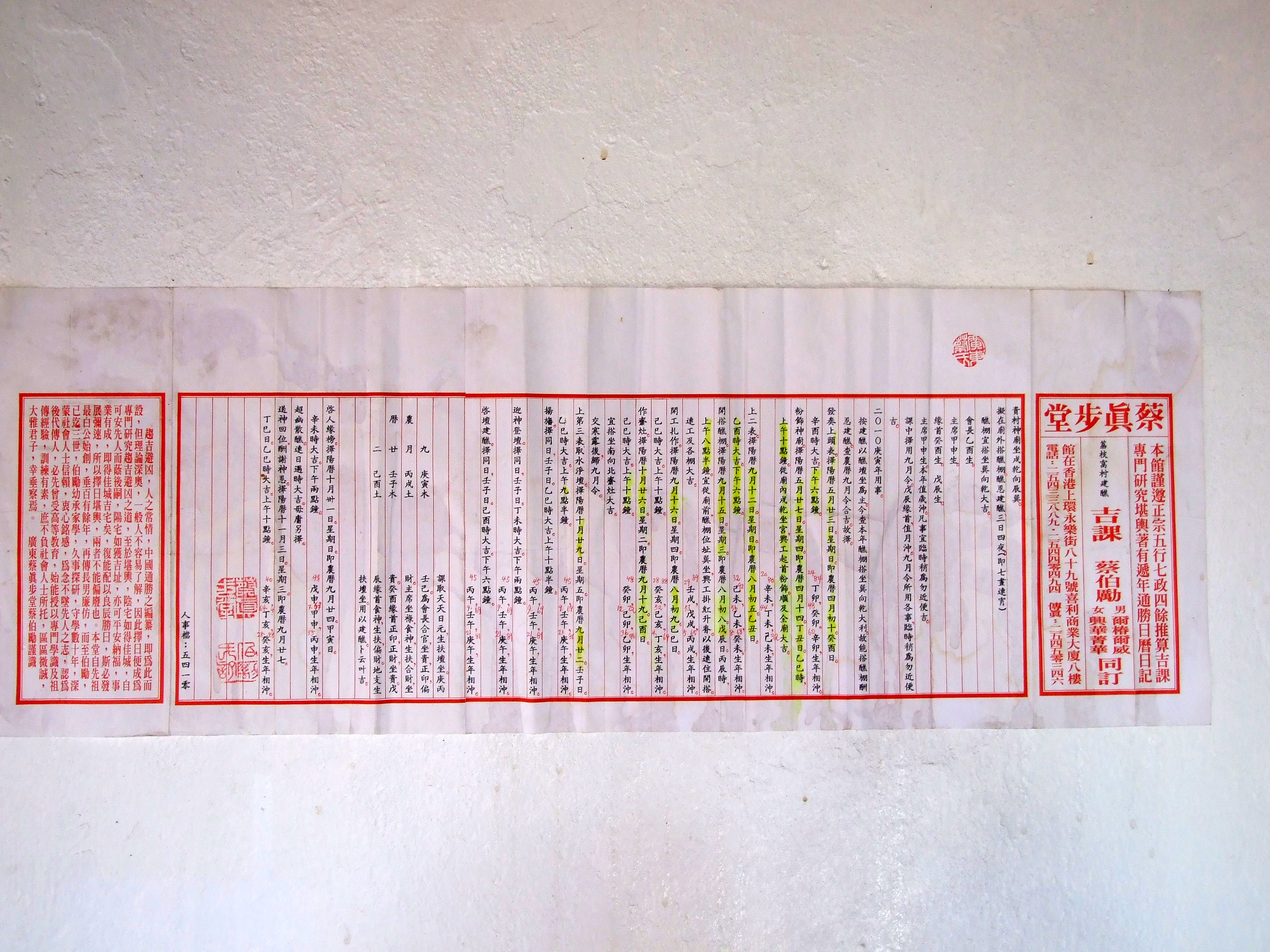
蔡步真堂荔枝窩村建醮吉課
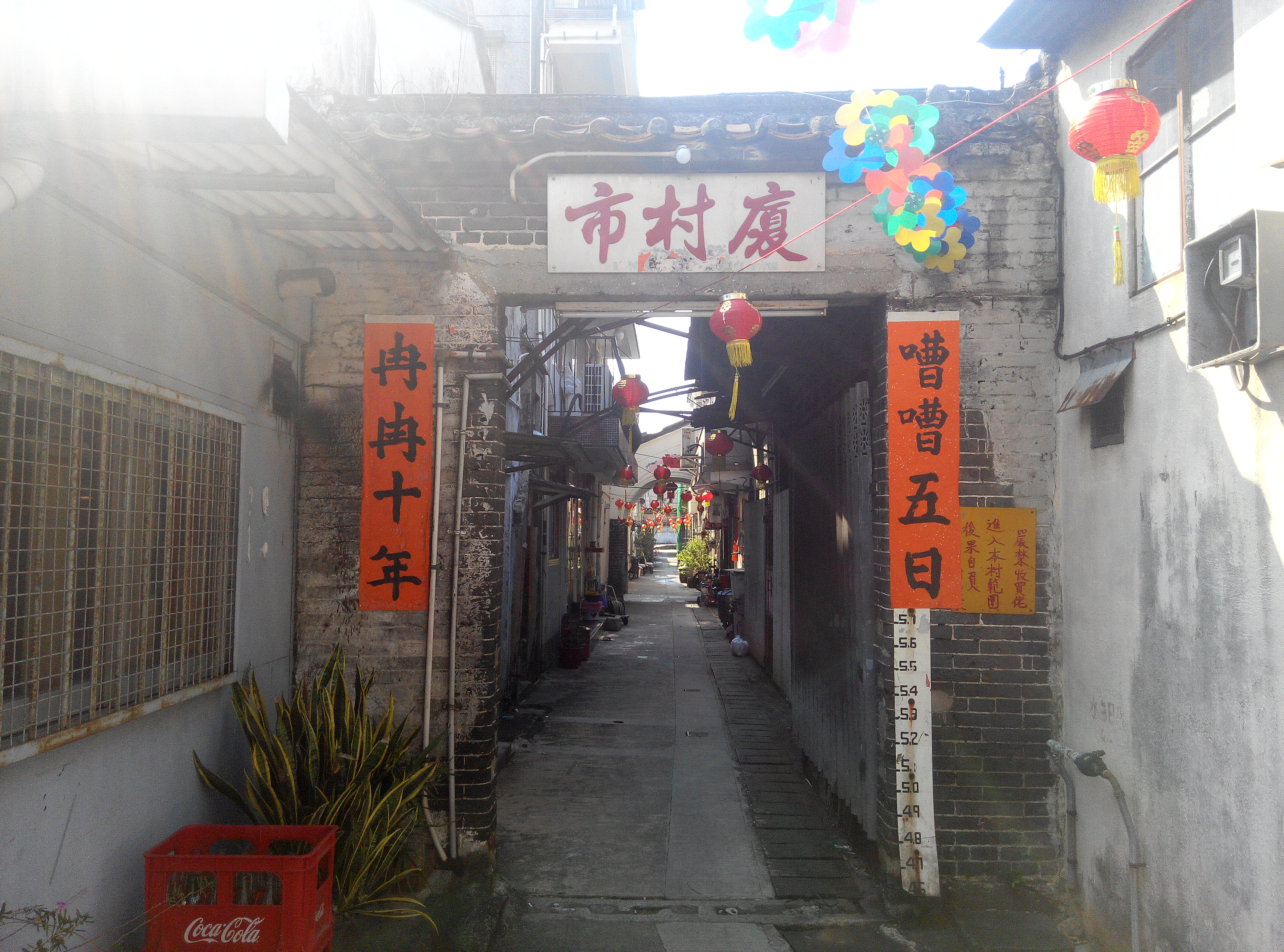
「嘈嘈五日，苒苒十年」是廈村市慶祝甲午太平清醮的醮聯

## 經費
舉行一次太平清醮的費用數以百萬計，龐大的經費主要來自建醮社區男女丁繳納稱為「派戶頭」和「派人丁」的醮金，金額多寡視年代和地區而異，交付醮金後才可名列「人緣榜」上。另外上演神功戲的門票亦是收入來源之一。前述金額在富饒的鄉村多由宗族嘗產支付。而沙田九約十年一屆太平清醮更透過沙田鄉事委員會獲得沙田區議會資助演出四天五夜九本戲的粤劇，而香港賽馬會及華人廟宇委員會等機構、團體亦有捐款。
隨著時代進步，太平清醮亦日益商業化，除一般售賣香燭和小食的攤販外，泰亨鄉的醮會更有紀念精品出售。而長洲太平清醮的平安包及相關紀念品更是一門大生意。另外臨近太平清醮，舉辦的村落家家戶戶門前也掛著漂亮的粉紅色燈籠，有「平安」的喻意，須要支付「醮金」才可以擁有， 醮金為可太平清醮帶來部份的經費。

## 醮棚

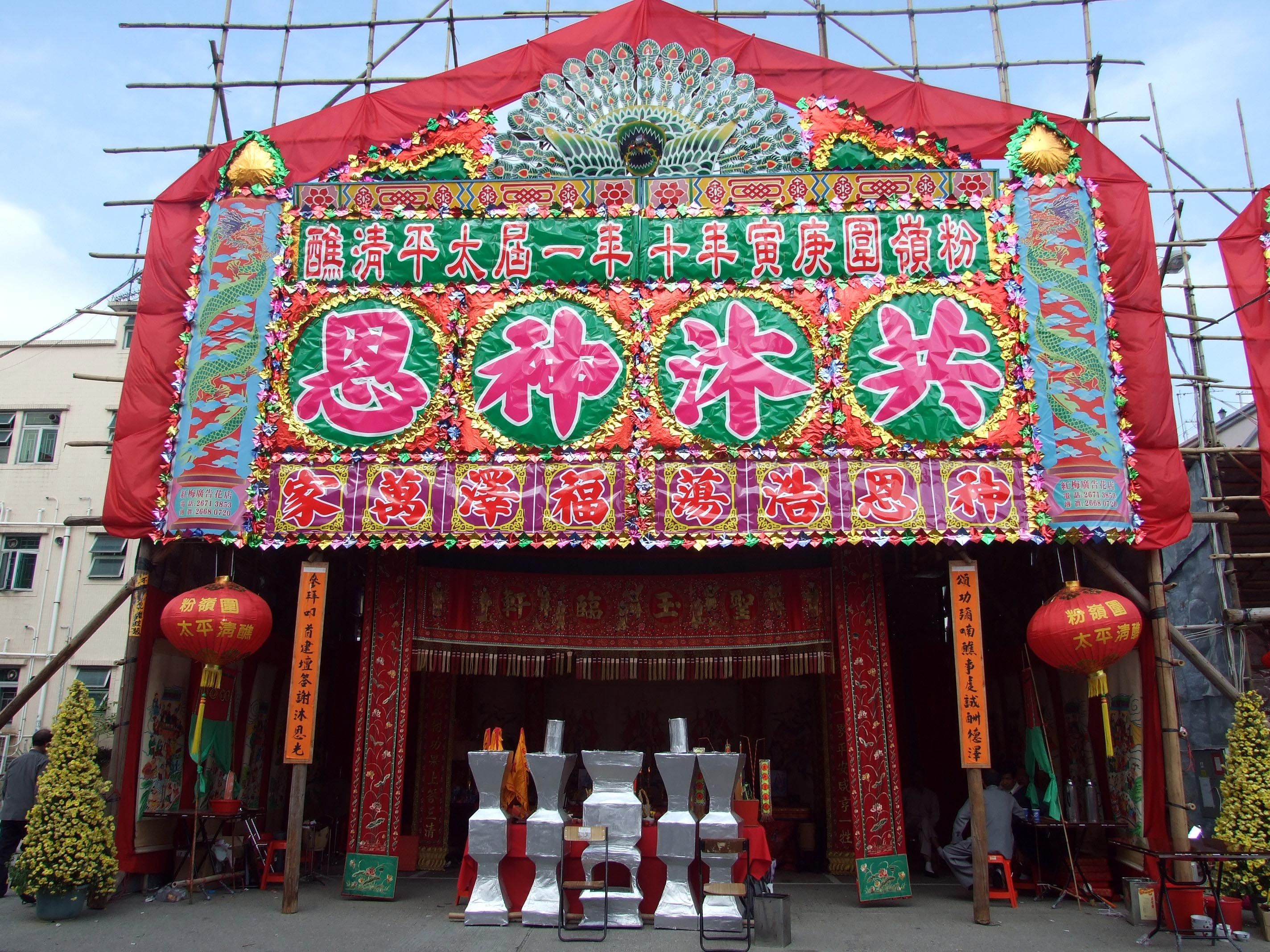
粉嶺圍太平清醮的喃嘸棚

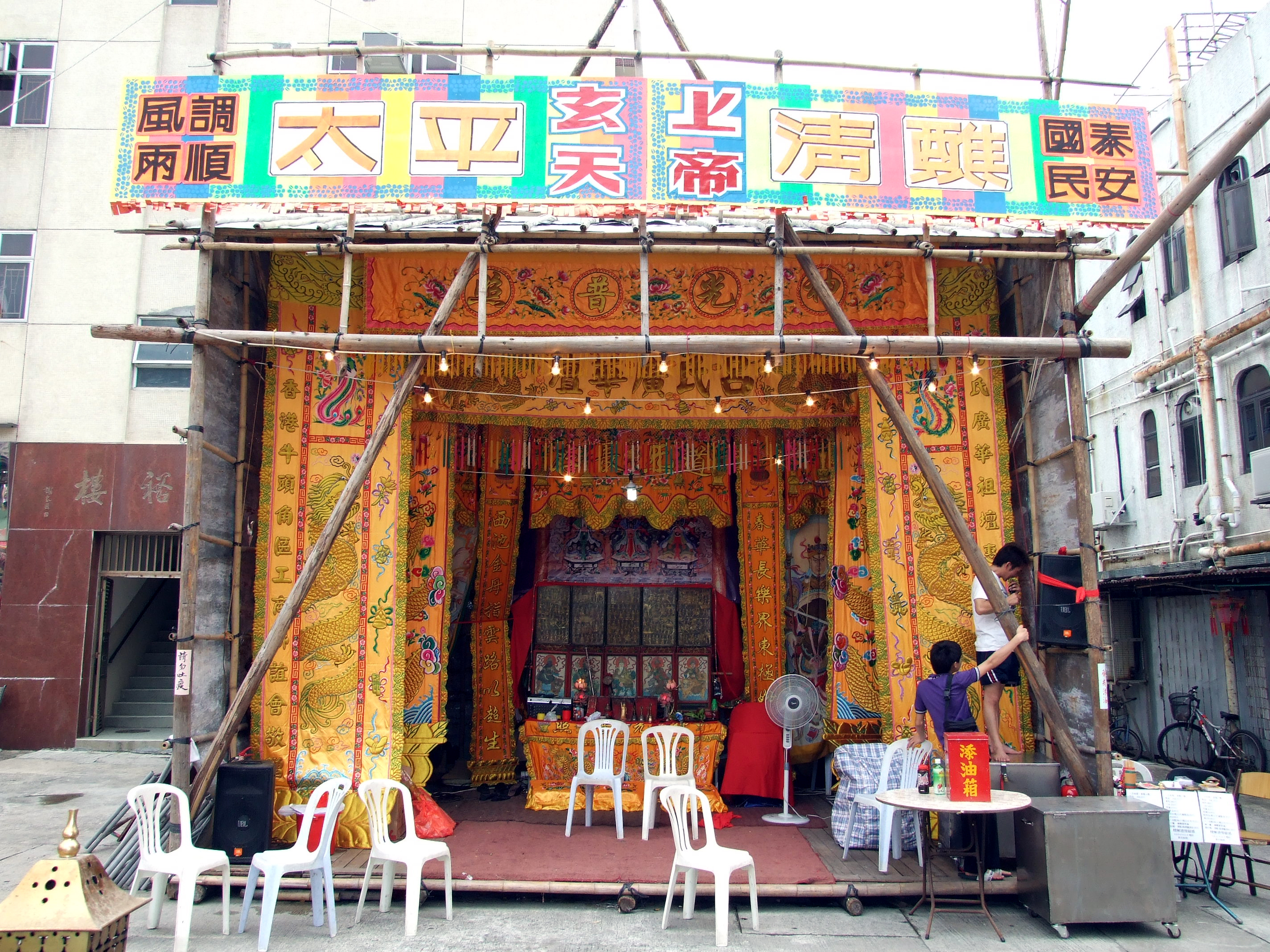
長洲太平清醮的喃嘸棚

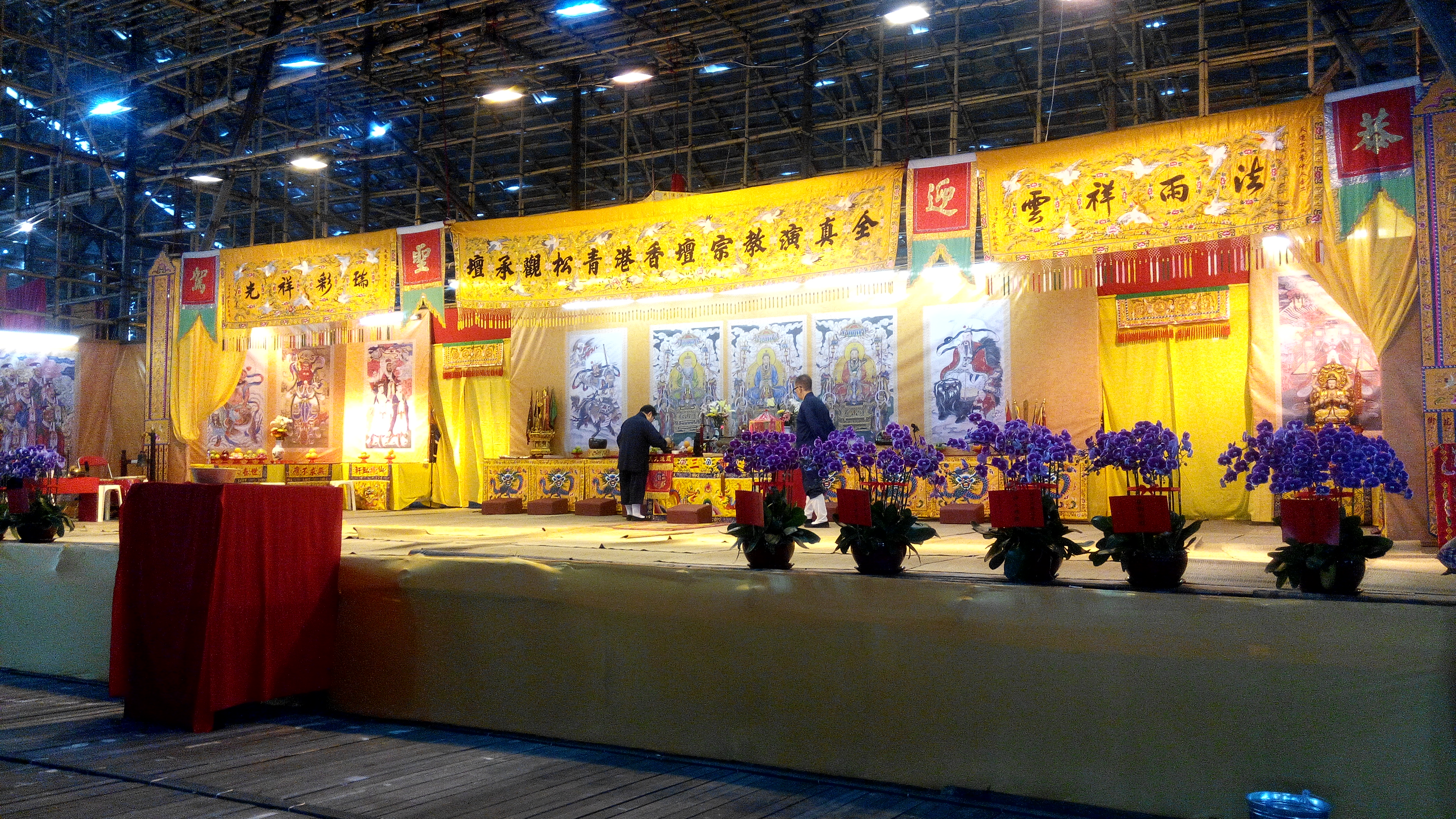
錦田太平清醮的喃嘸棚置於大戲棚內

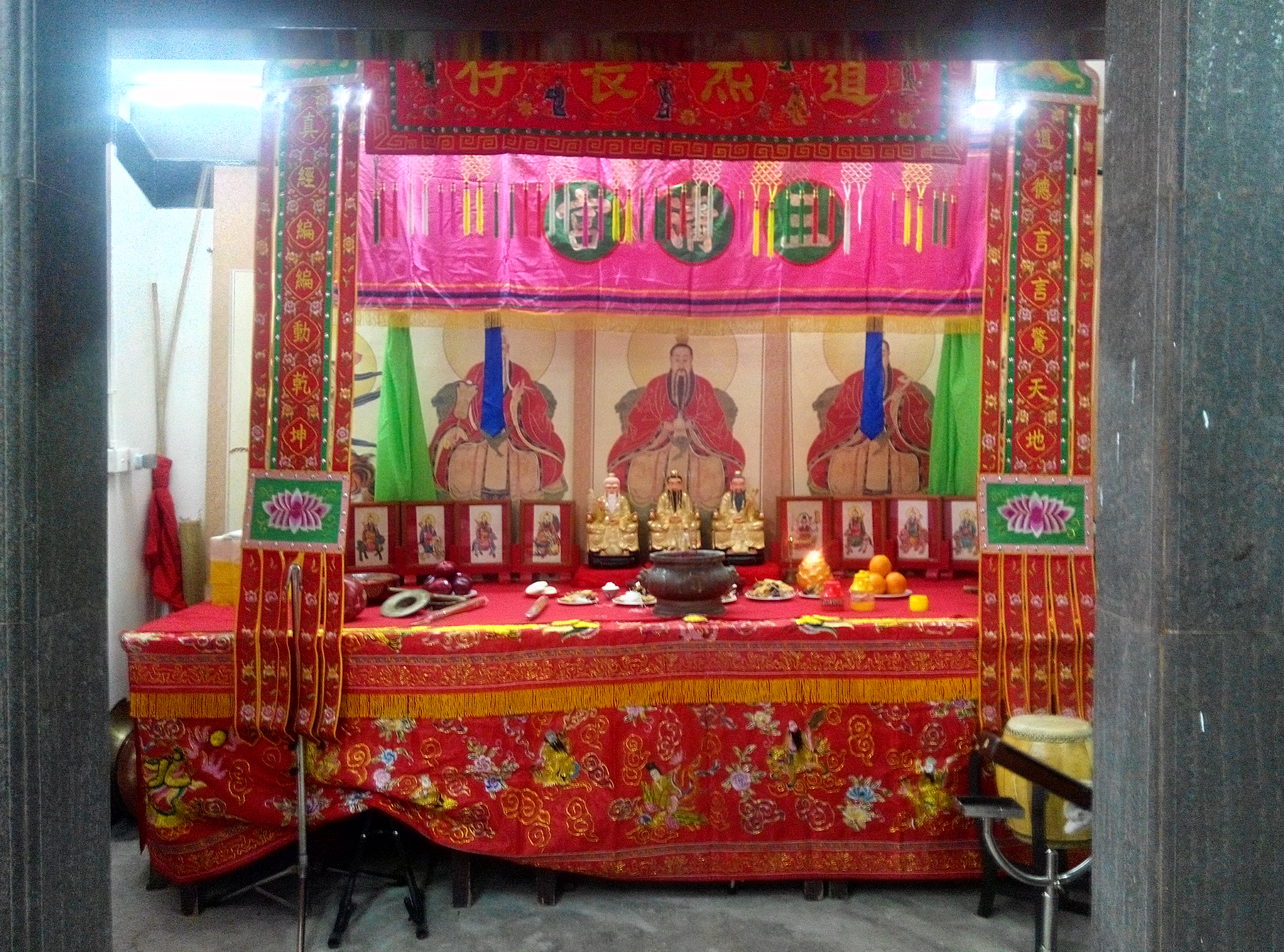
泰亨鄉太平清醮的三清壇設於天后廟內

醮棚由5枝象徵五方的幡竿界定，三界藉著幡竿的引導參與醮會。
建醮的宗教儀式大部分在稱為「喃嘸棚」的道壇進行，亦有將道壇設於社區主廟之內，正一派道壇前設有外壇（天壇），貼有「職榜」及設置「天師壇」，進口由龍、虎二將守衛，內掛「十王圖」，上懸「大羅天」，設置「三清壇」。

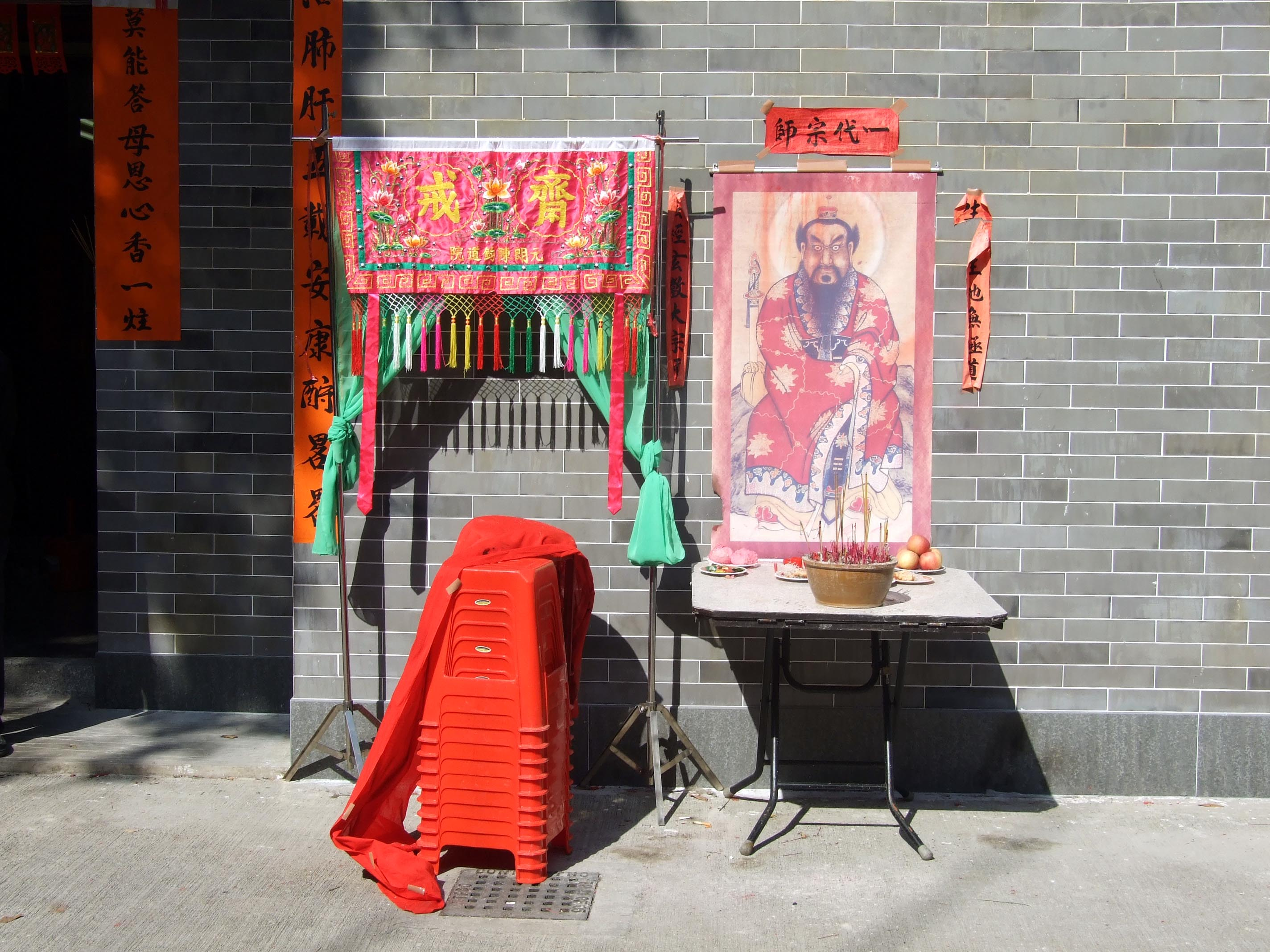
「天師壇」供奉正一道天師張道陵
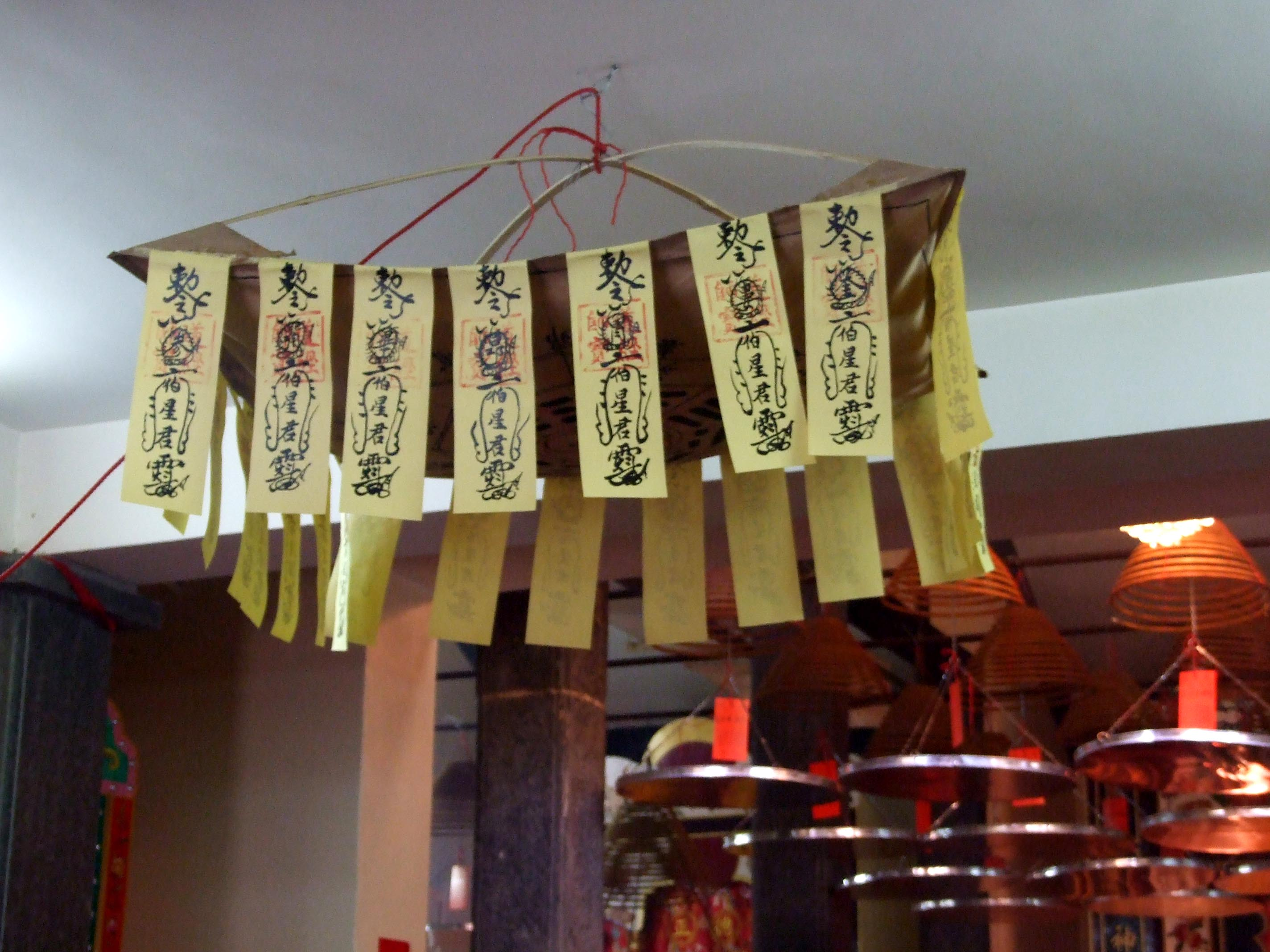
「大羅天」象徵天圓地方，上貼二十八宿星君符籙

「神棚」恭奉建醮社區內的大小神名，而對社區有貢獻的先人則安置於「英雄棚」內，在「神棚」對面是「戲棚」，娛樂神人。另建有「城隍棚」及「大士棚」。

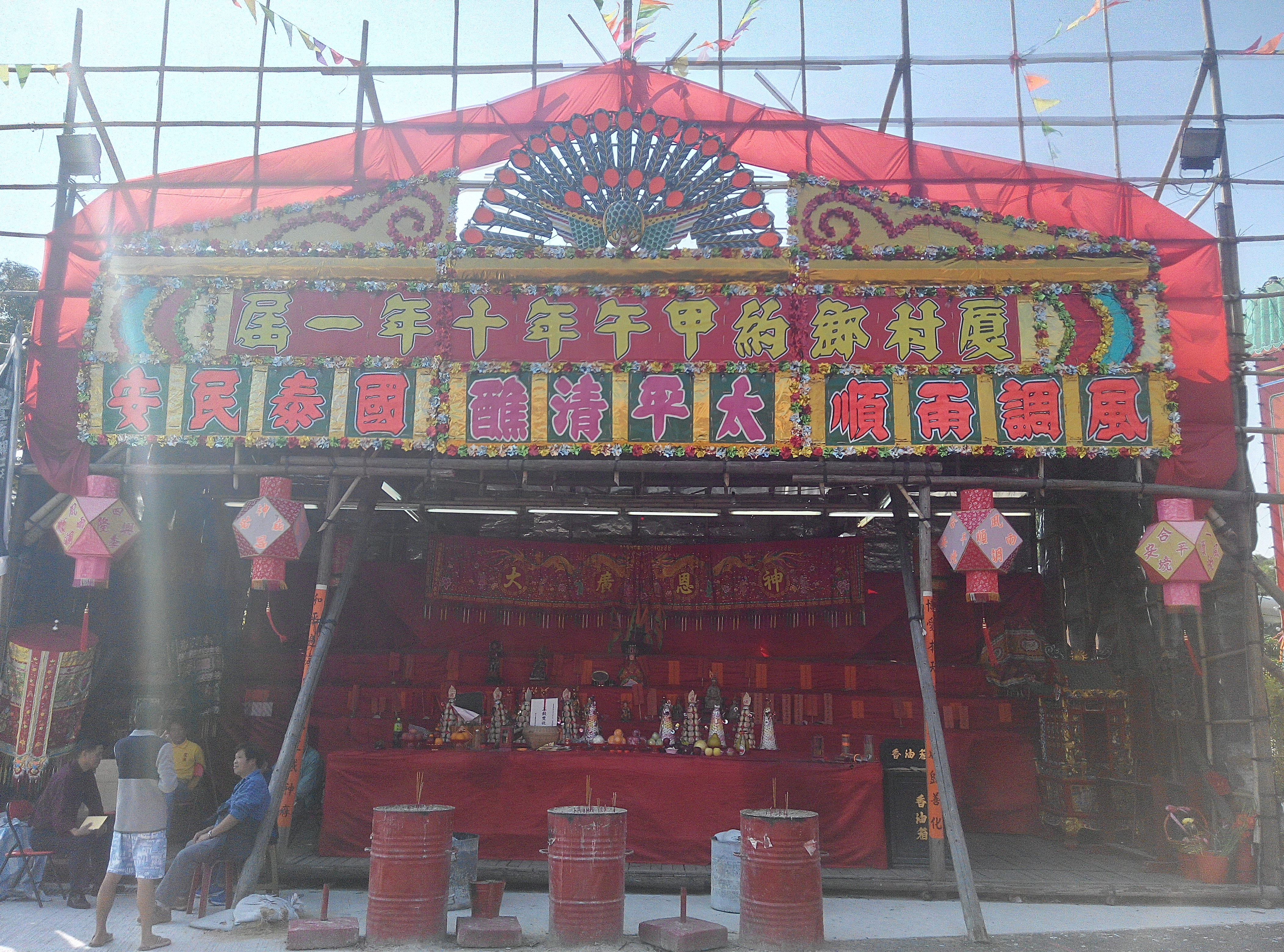
廈村鄉約甲午太平清醮的神棚
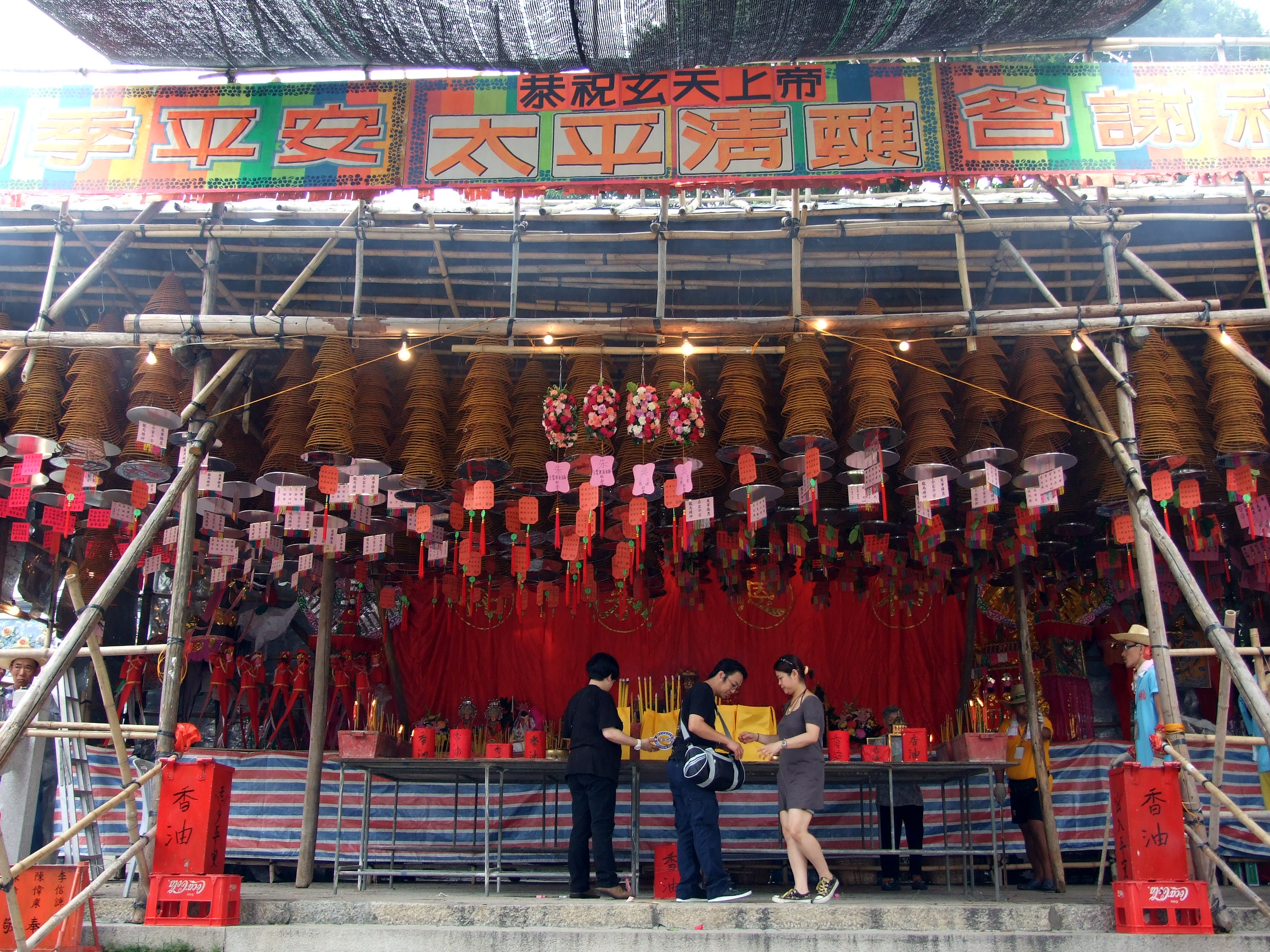
長洲太平清醮的神棚

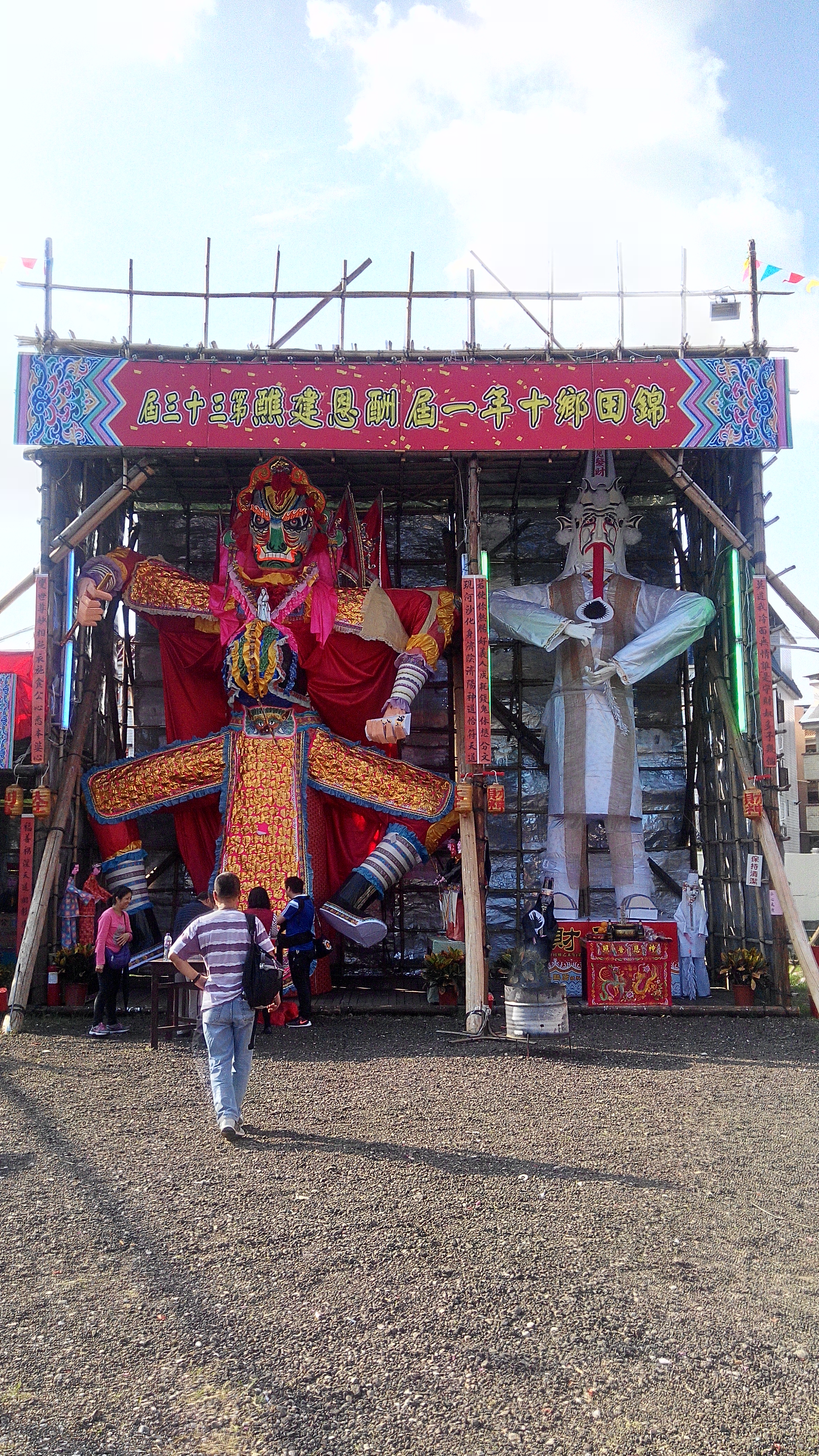
錦田十年一屆酬恩建醮大士及財神棚
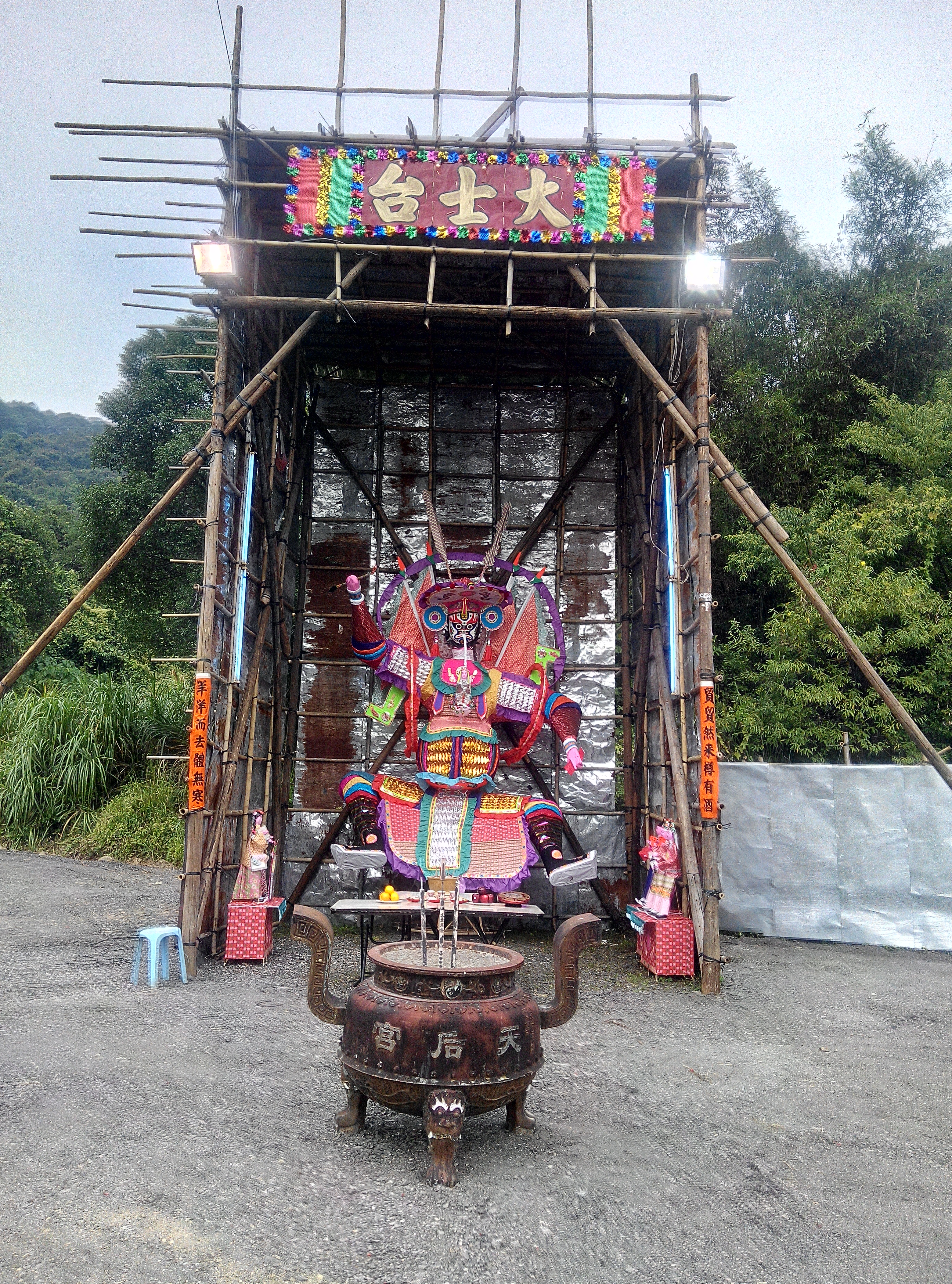
泰亨鄉乙未年太平清醮大士棚
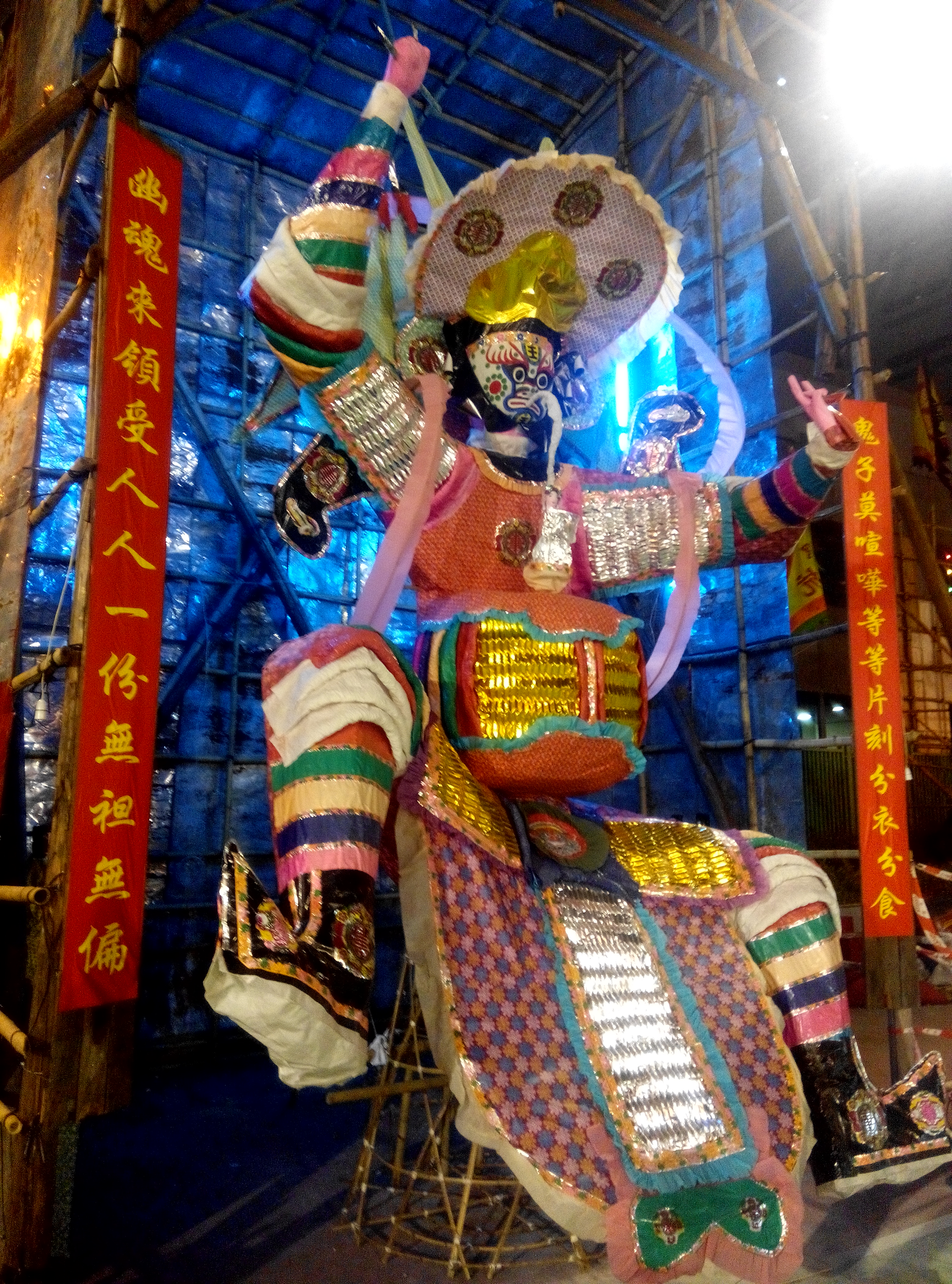
沙田九約十年一屆乙未年太平清醮大士棚

有些醮會設有廚灶烹調齋菜，並設有辦事處處理大小事務，而參與的村落亦多會設置稱為「公廠」的事務所，讓村民在內用膳和休息。

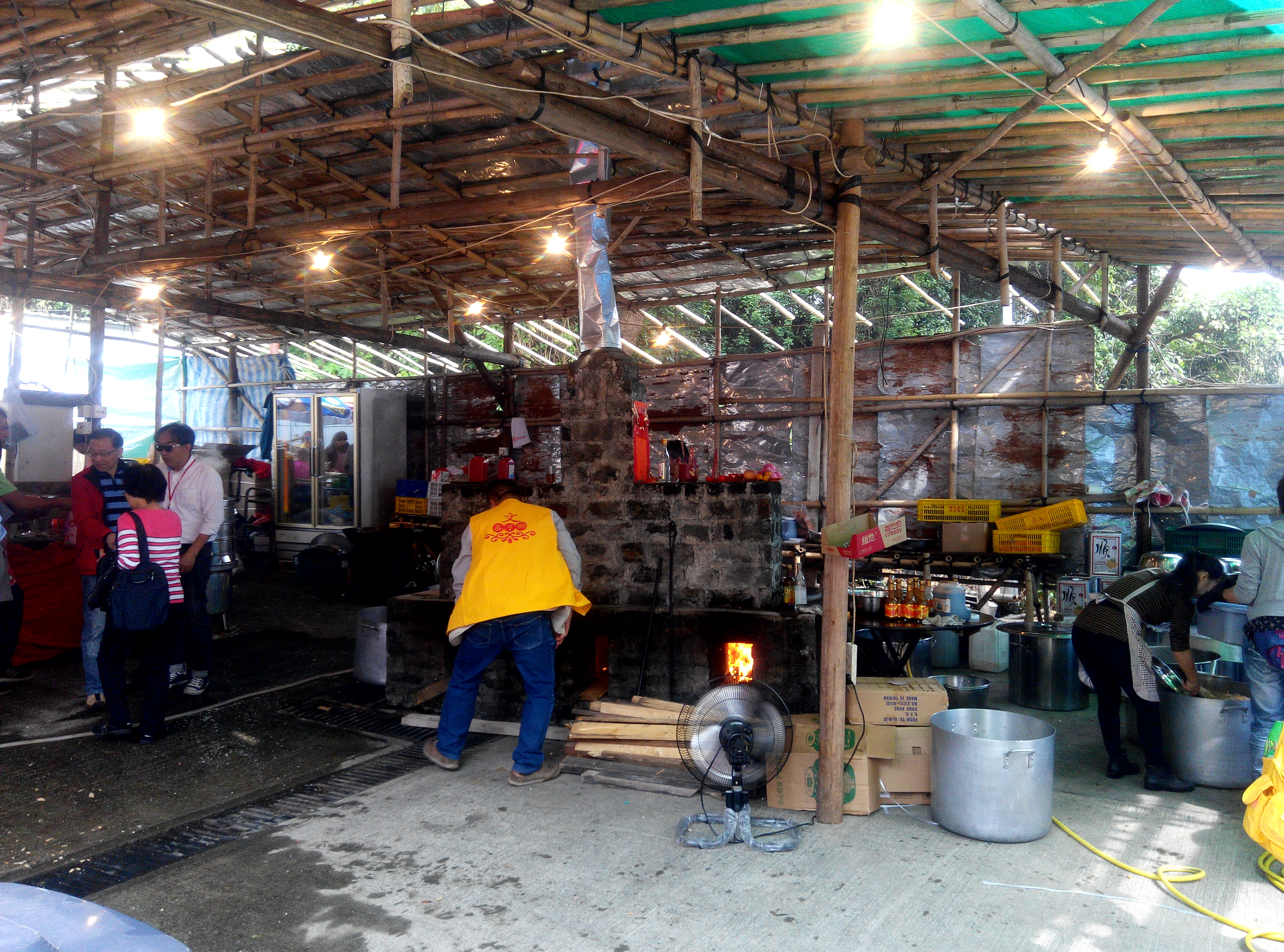
泰亨鄉乙未年太平清醮齋廚
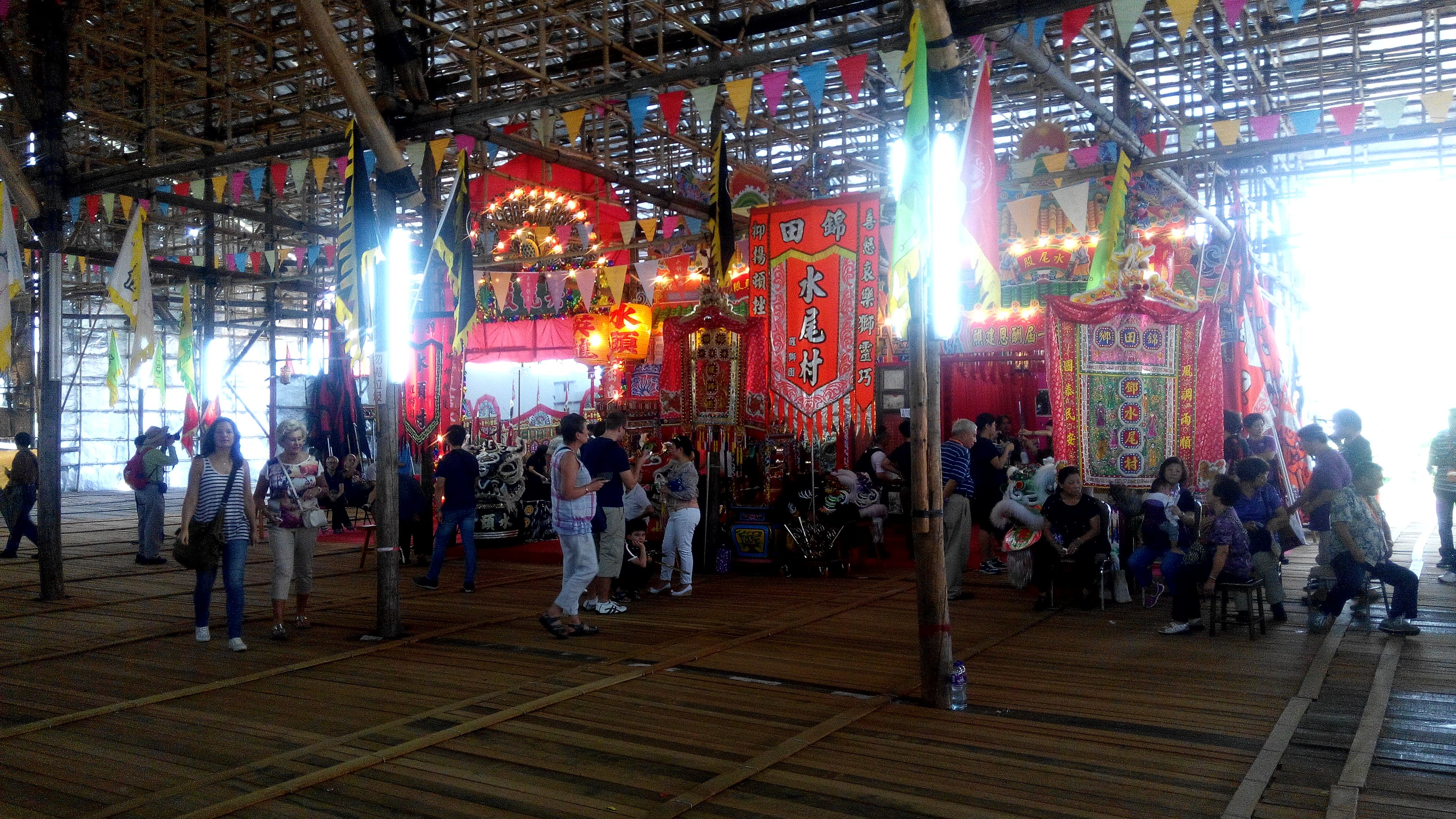
錦田十年一屆酬恩建醮的「公廠」

## 儀式

### 建醮前的儀式

#### 打緣首

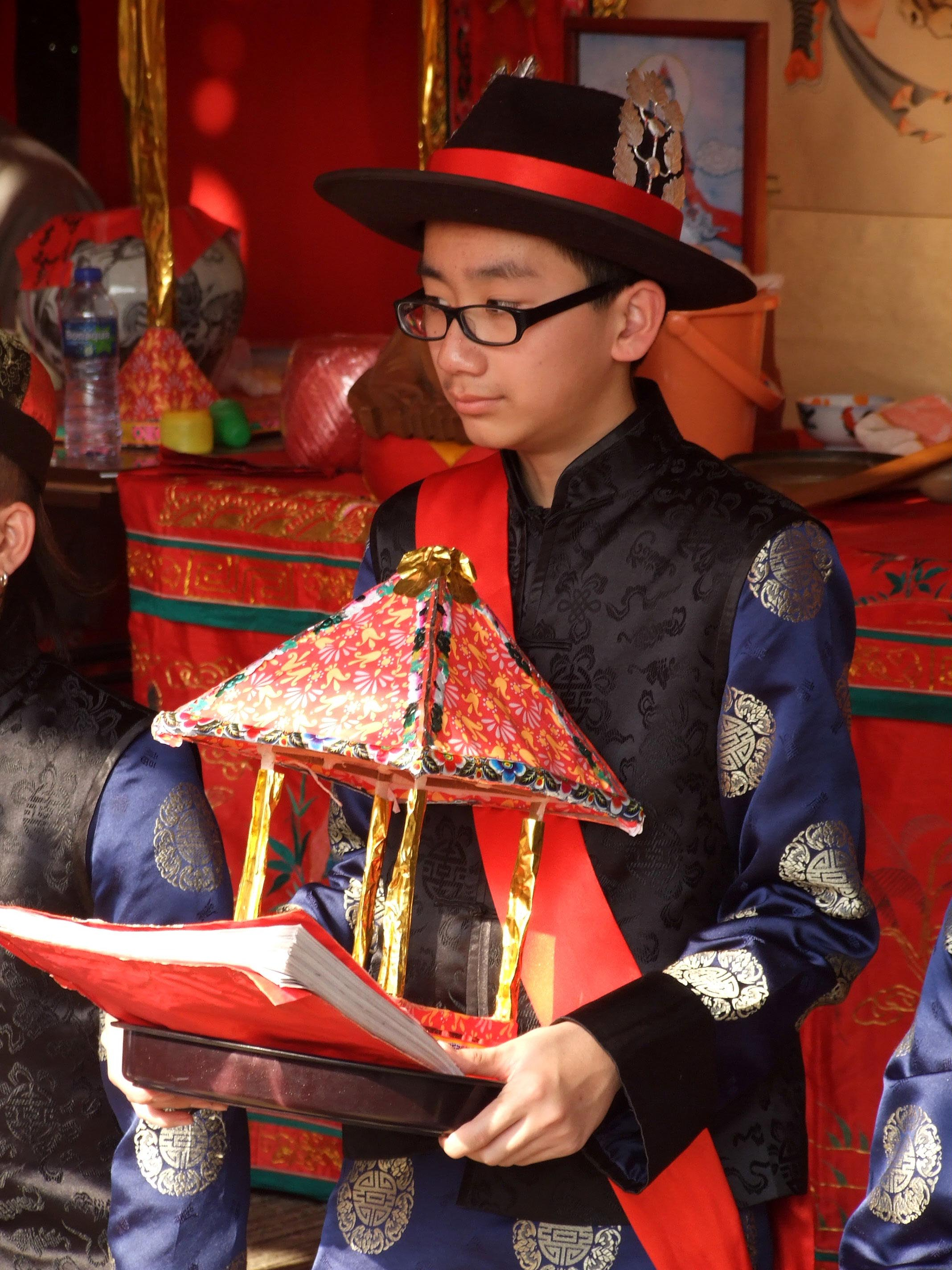
粉嶺圍太平清醮「頭名緣首」手捧「意文」和「意亭」

「建醮委員會」首要是選出打醮時侍奉神明的代表，一般鄉村稱之為緣首，而長洲、元朗等墟市則稱為「總理」或「值理」。香港的太平清醮首先需要問杯選緣首，大部份地方的緣首的數目都是9人，可是大埔泰亨鄉有10人（在1920年以前有20名緣首）、粉嶺龍躍頭鄉有15人、元朗錦田鄉有60人，而元朗廈村鄉於1984年的醮會，稱為緣首就有300人之多。
緣首的資格一般是建醮社區的男性成員，單姓鄉村通常要是宗族成員身份，而雜姓鄉村或墟市亦各有規定。選緣首一般在建醮社區的主要廟宇舉行，用杯卜由神明決定，俗稱「打緣首」，首先打到規定的筊杯數目為「頭名緣首」，其餘類推打足緣首人數。大多鄉村以連續3次或5次打到「勝杯」（筊杯一正一反）或打到最多勝杯數目決定緣首次序。「頭名緣首」是眾緣首的首要，手捧稱為「意者」或「意文」的人名簿和「意亭」，在各項儀式中出任建醮社區代表，於醮期後可分得多項供品，包括進行儀式中手持「意亭」內的小關刀。
緣首是在神前被選出代表「闔鄉醮信人等」在打醮儀式進行時拜神的人，獲選為緣首是難得的榮耀，但隨著社會的發展，有些地區的年青人怕辛苦和嫌老套而不願擔任緣首，有鄉村要用金錢報酬吸引成員參加。

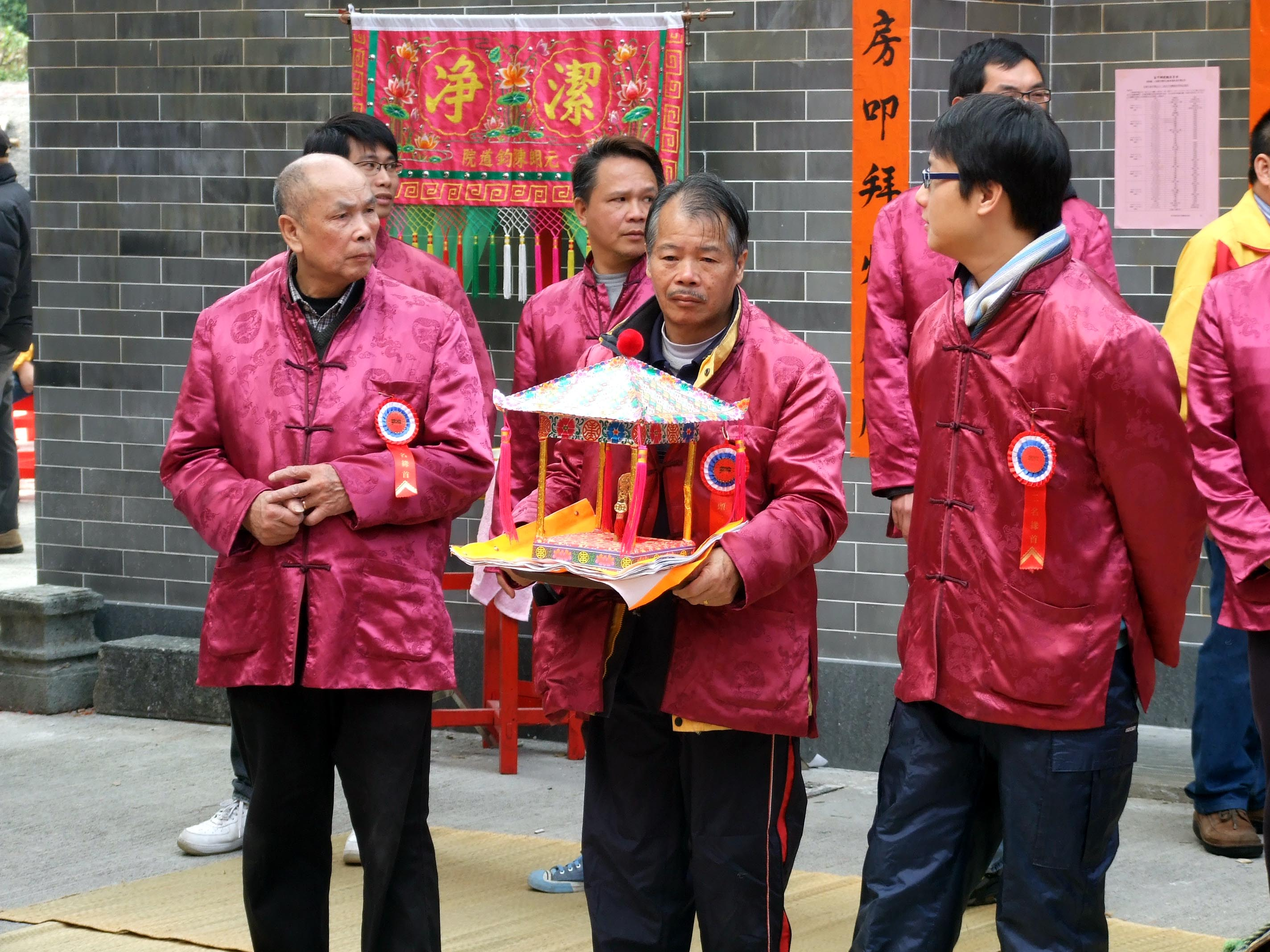
泰亨鄉庚寅年太平清醮緣首
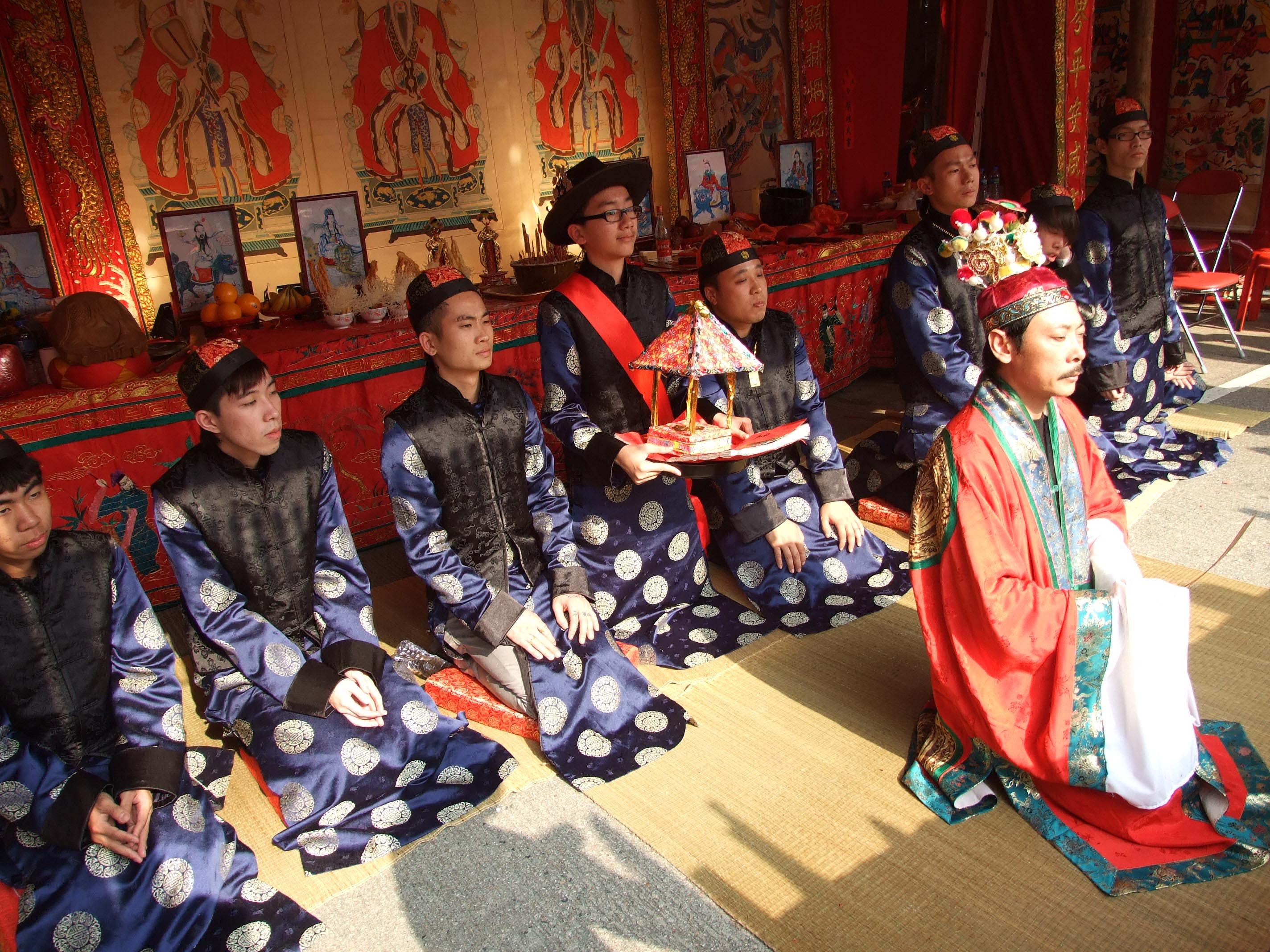
粉嶺圍庚寅年緣首全為未婚青年及少年
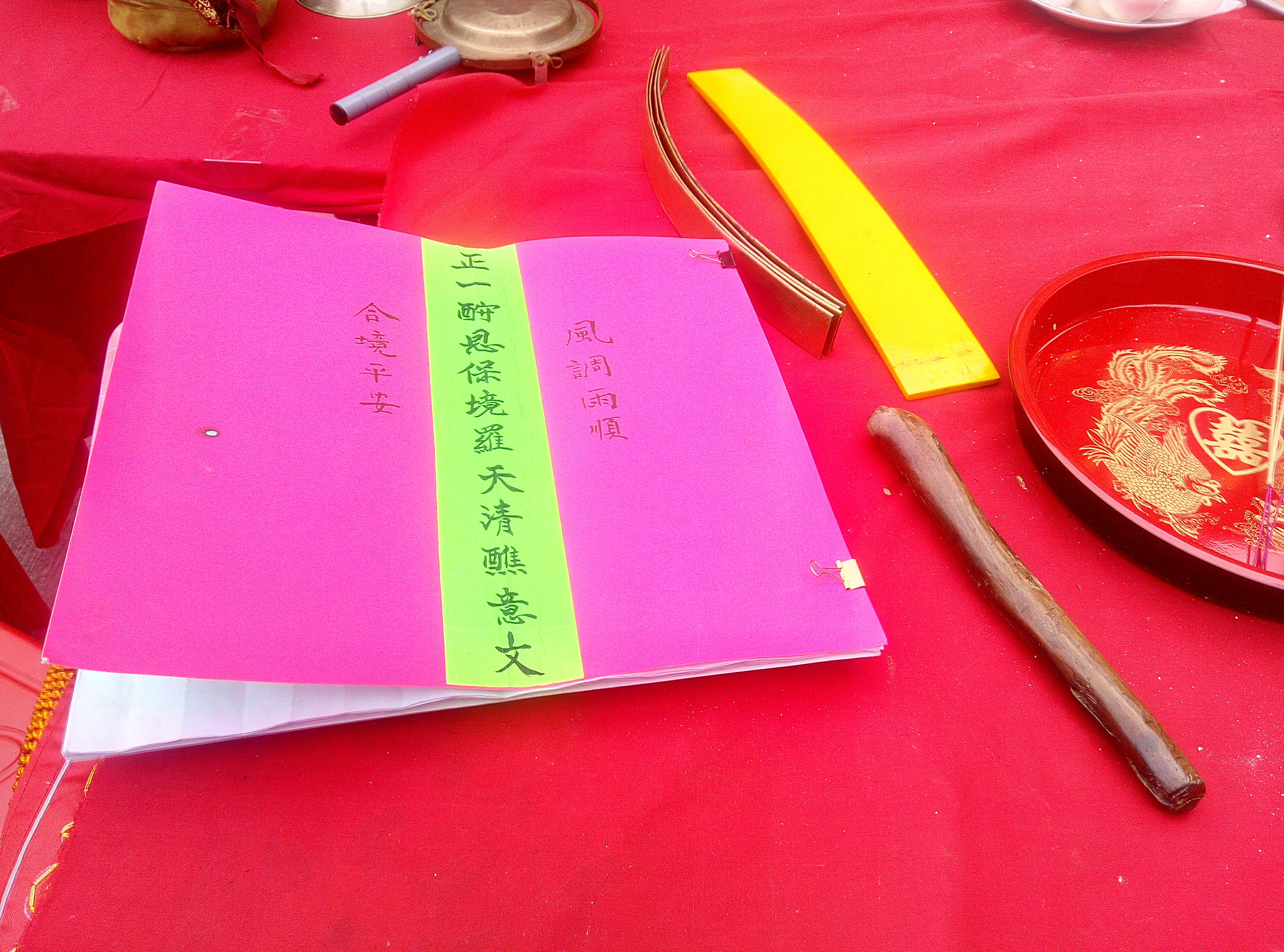
泰亨鄉乙未年太平清醮意文

#### 上表
在選定道士團體後，需要進行多項事前儀式，最先是上表，向天、地、水、陽三界四府的神明發出邀請，將寫有鄉民名字的表文用雞冠血去穢後，連同「功曹馬」一同火化。上表分3次舉行（頭表、二表、三表），第三表通常在醮期前一天舉行。
在醮期前按「吉課」的指定日期開搭醮棚、開工紮作和進火用齋灶等，期間各項的負責單位各自進行簡單的儀式，如搭棚工人參拜后土、戲班拜地頭和演出「破台戲」《祭白虎》及齋廚拜「九天雲廚鑒齋大使」和「東廚司令定福灶君」等，建醮社區鄉民無須參與。

#### 取水
「取水」又稱為「取龍水」，是到區內的主要水源河中，取水淨壇的儀式。水是社區生命之源，需要到建醮社區內清潔的水源汲取，貯於大缸中經符籙去穢，密封後置於醮棚內的「三清壇」，待醮期完畢後再分發鄉民。

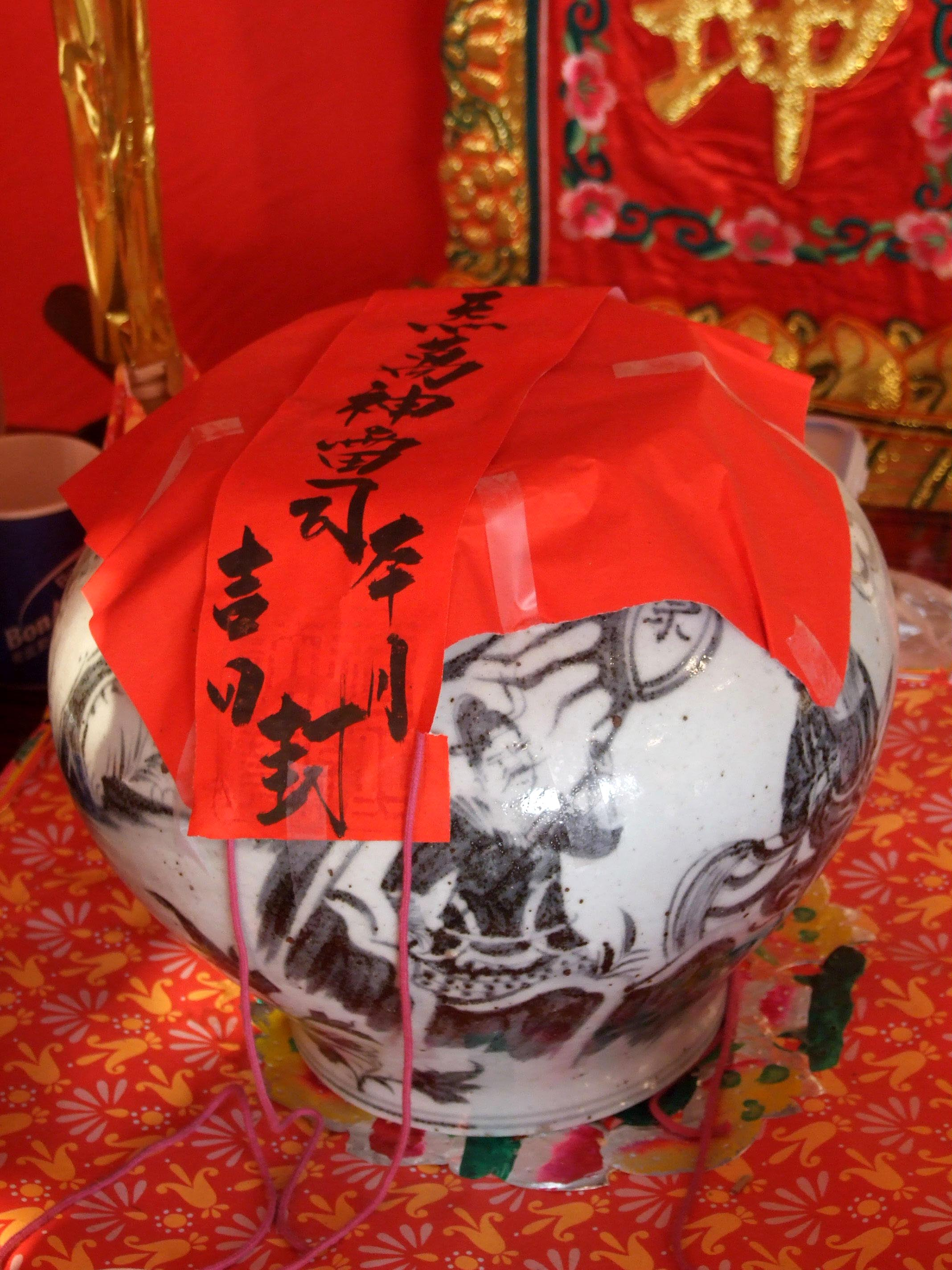
粉嶺圍太平清醮「取水」封存在神壇
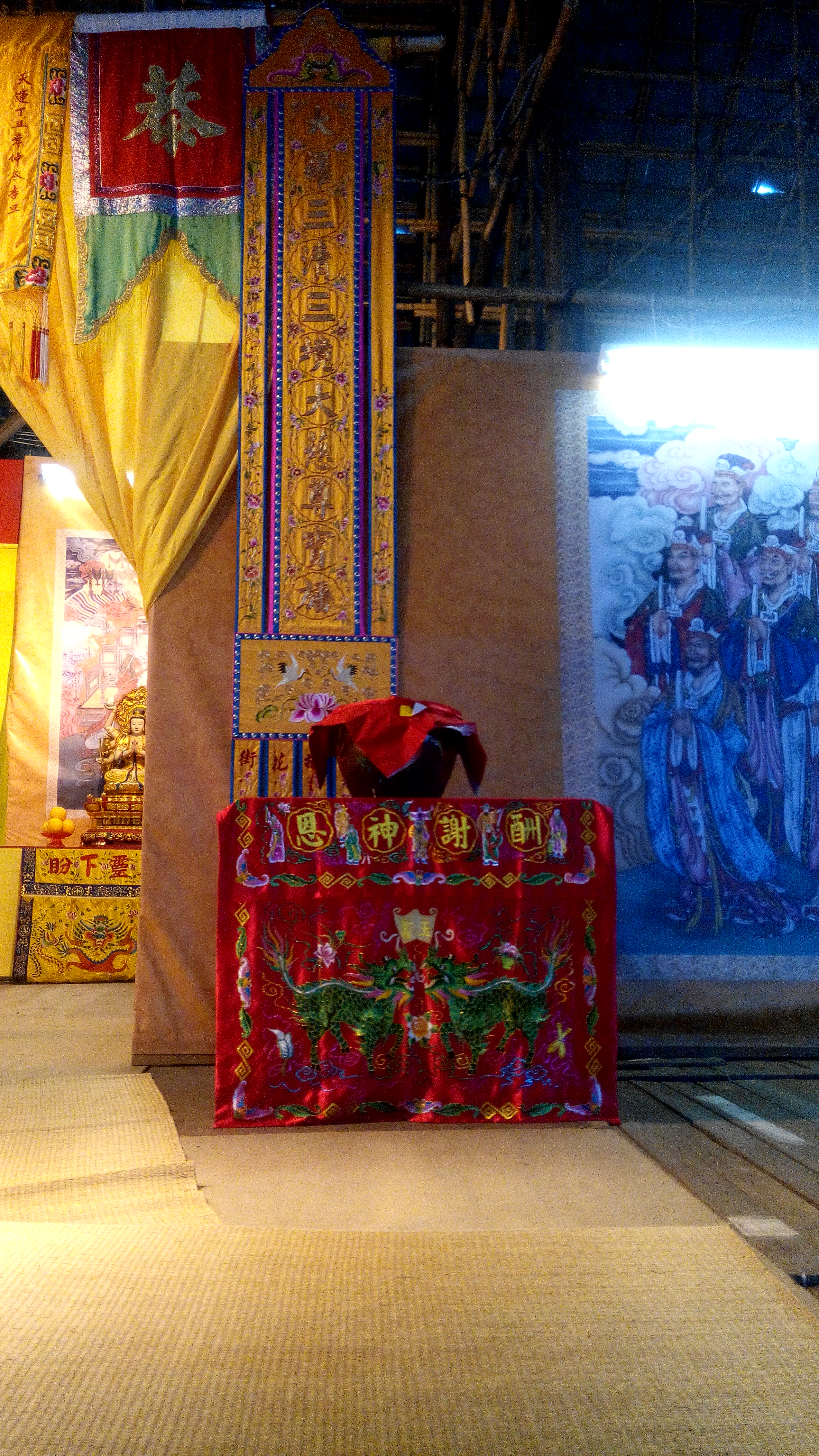
錦田太平清醮三清壇前的「取水」水罌

#### 揚旛
「揚旛」或「揚幡」是豎立竹竿的儀式，豎立範圍以內便是建醮的範圍，新界多個地方的太平清醮，幡竿的數目是5枝，分別代表了東、南、西、北、中五個方位，其作用是劃定太平清醮儀式的範圍。竹竿上掛有幽燈，下設有幡亭，據說可給遊魂指路和休息。由俗稱「旛公」的童子守衛，每日三次由喃嘸聯同緣首「行朝」供飯。較特別的是長洲太平清醮豎立多達9枝旛竿用以確定建醮範圍。

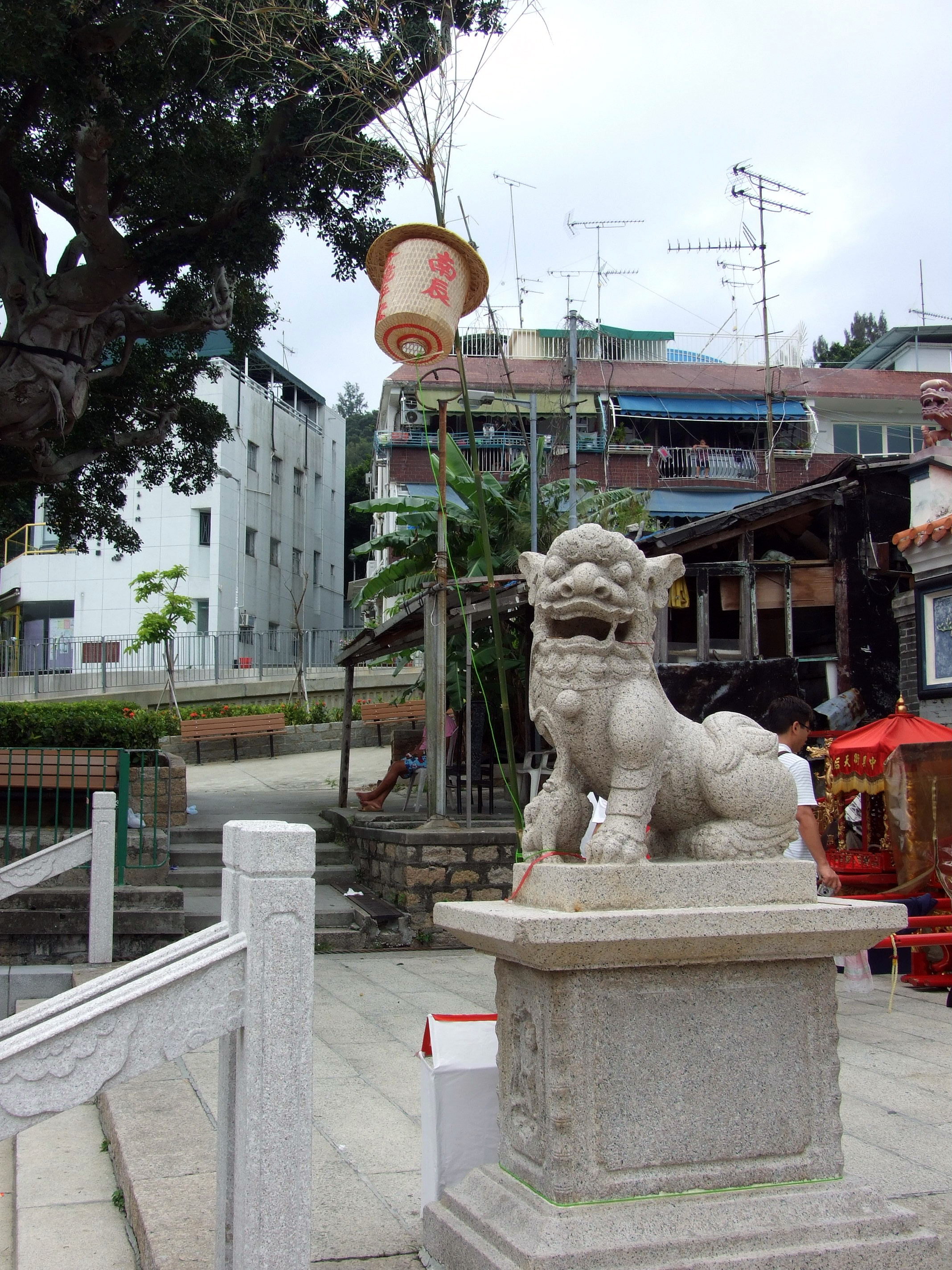
在長洲玉虛宮豎立的幡竿
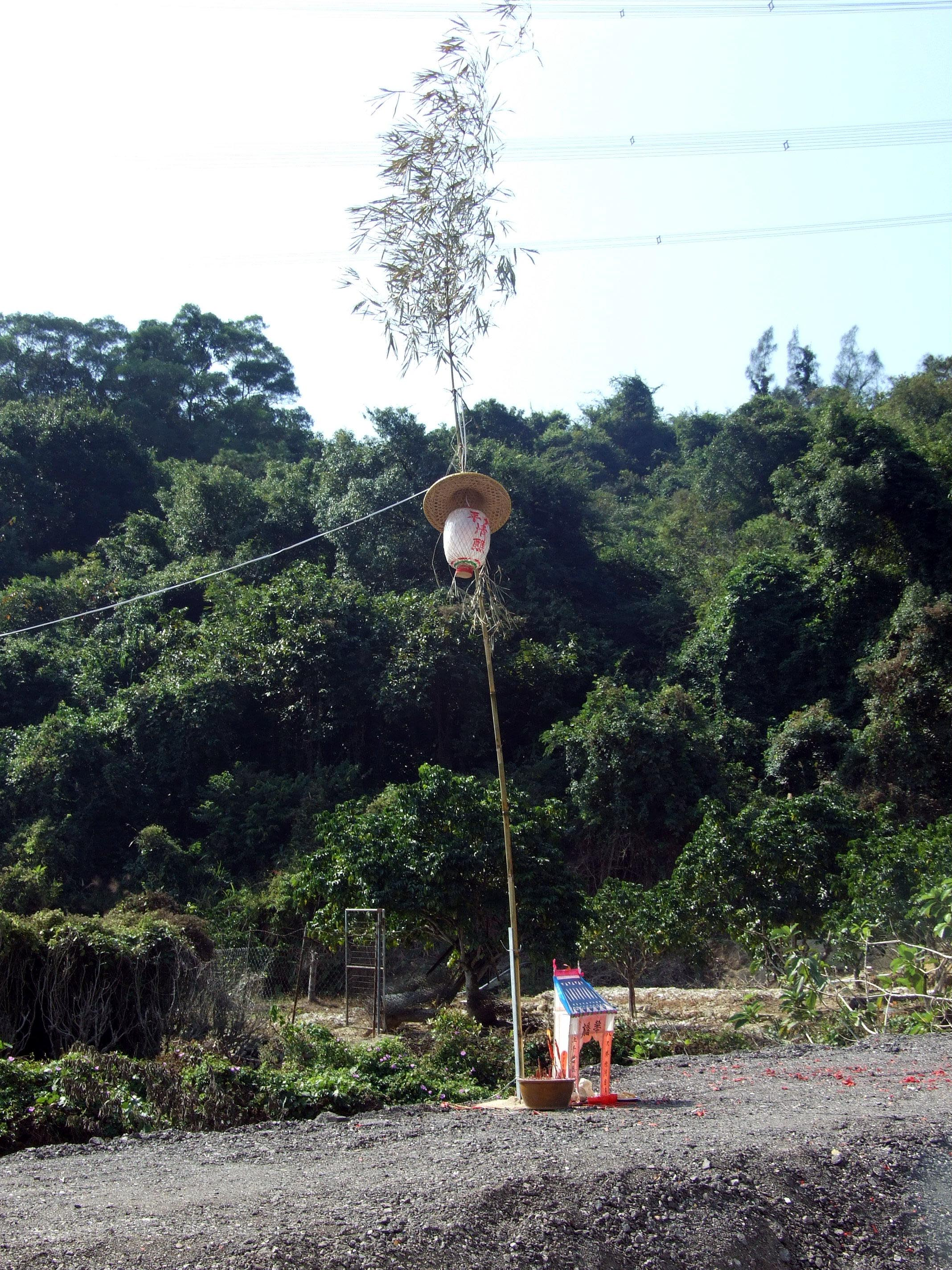
泰亨鄉其中一枝幡竿

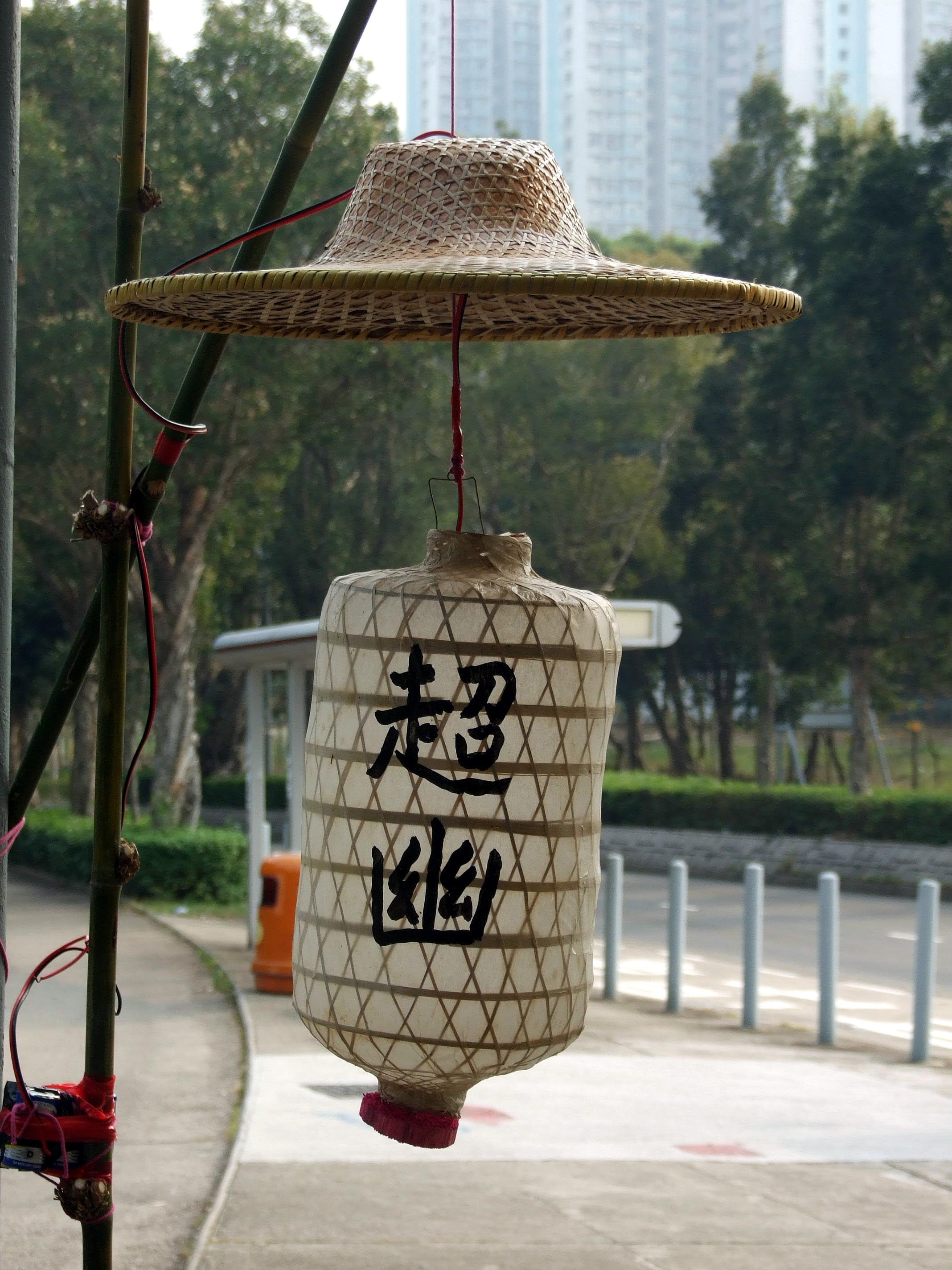
粉嶺圍幡竿的幽燈
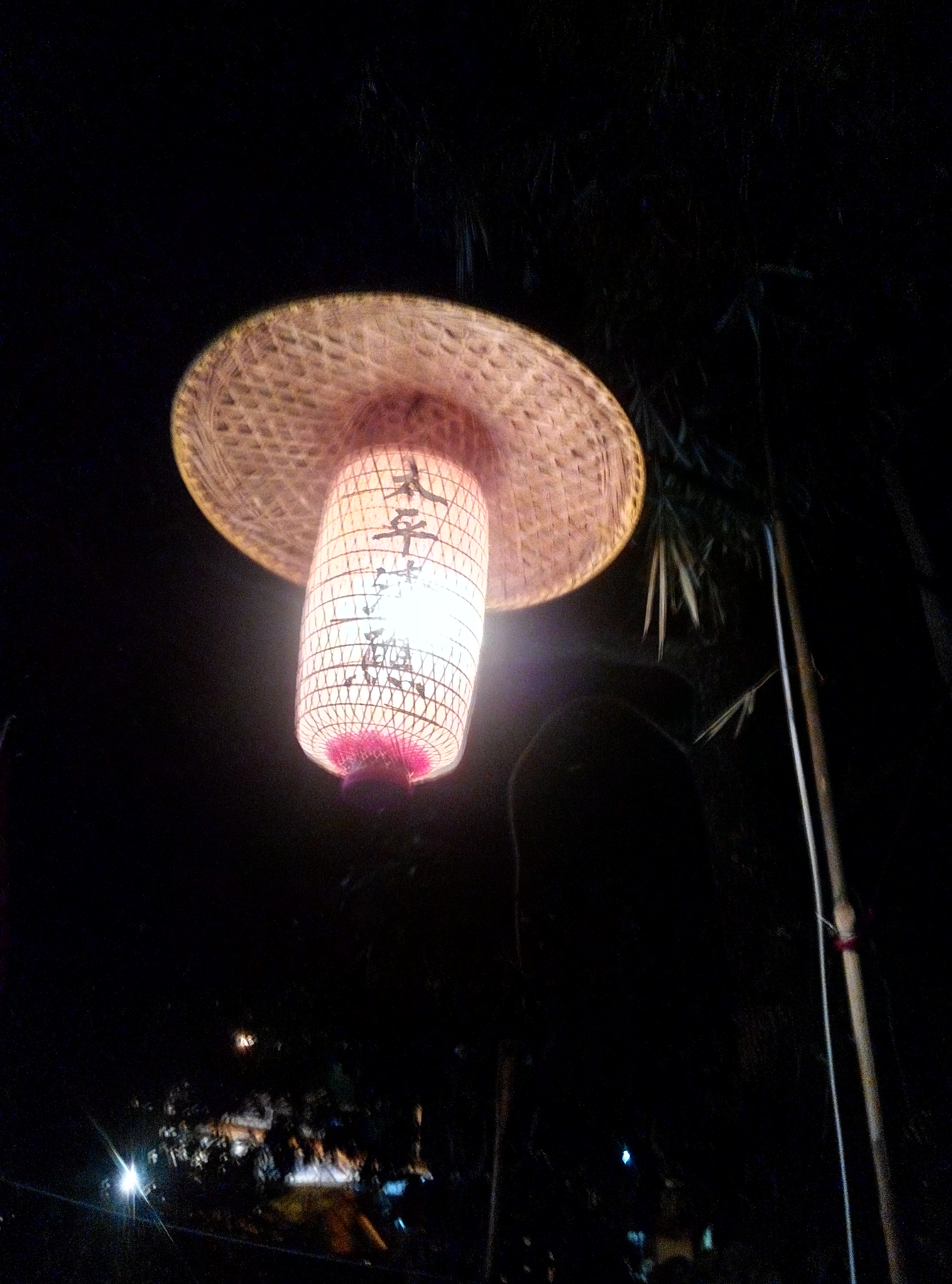
泰亨鄉點亮的幽燈
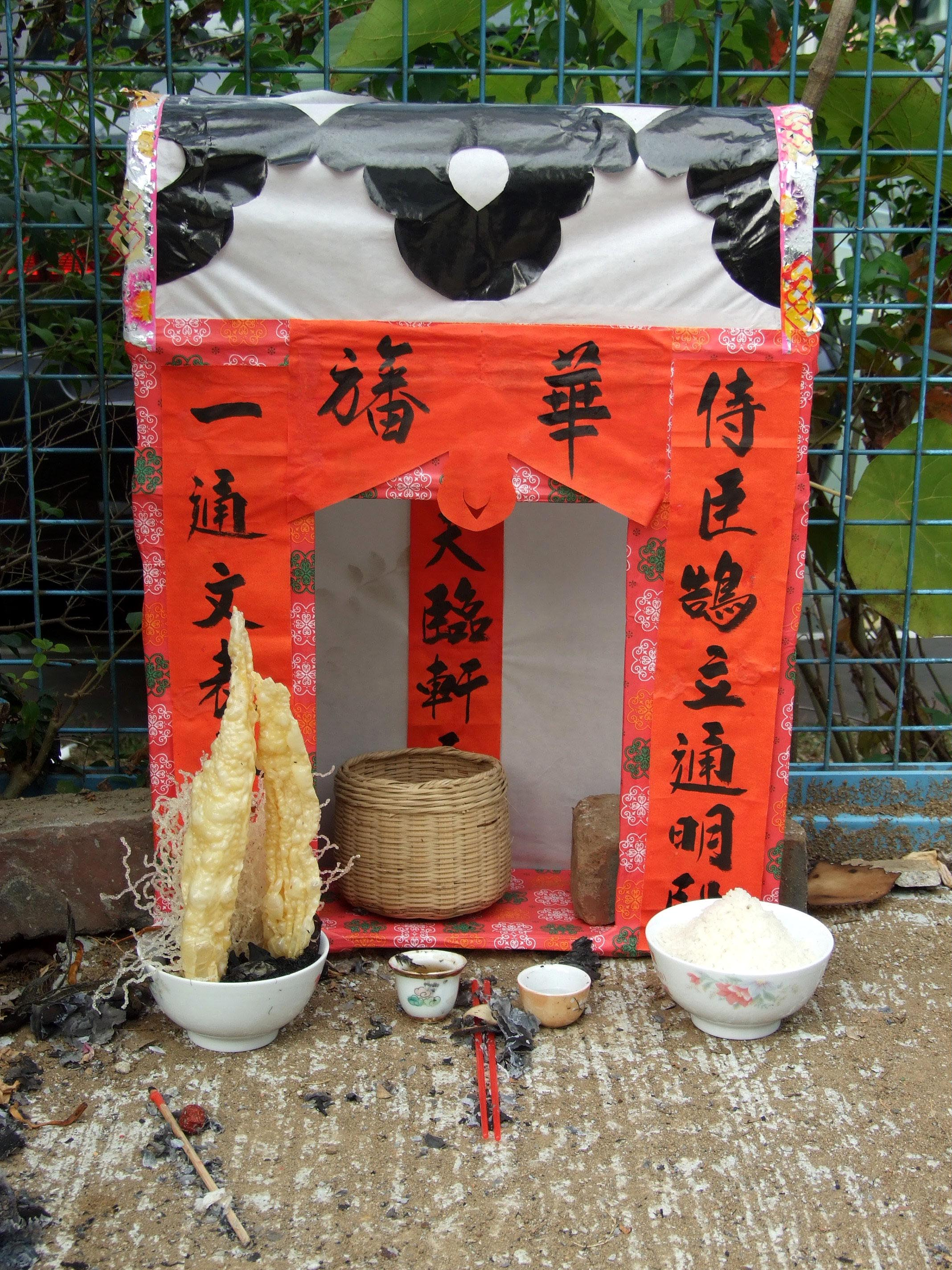
粉嶺圍幡竿的幡亭

#### 迎神

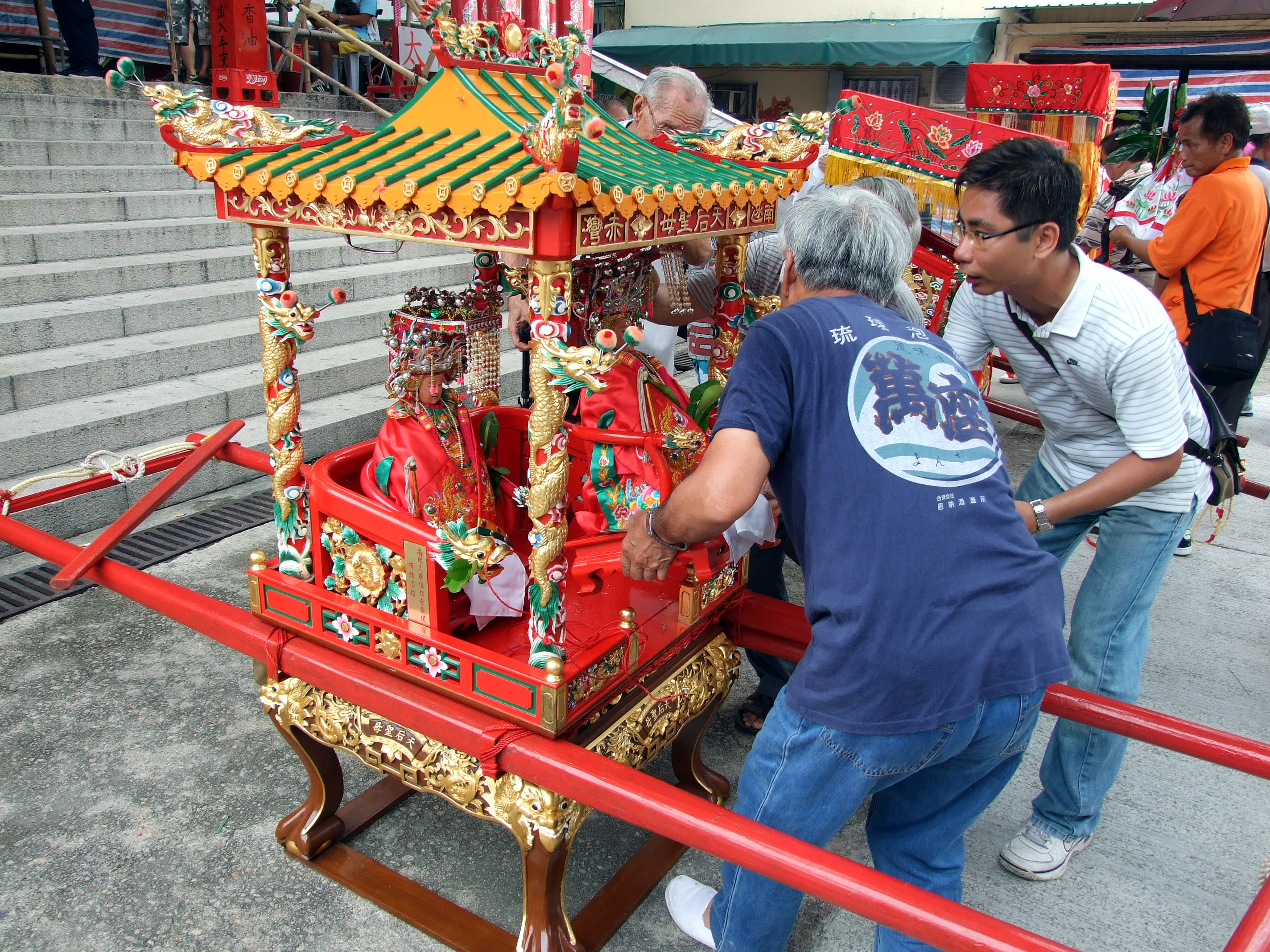
南氹及赤灣天后被送到長洲太平清醮神棚

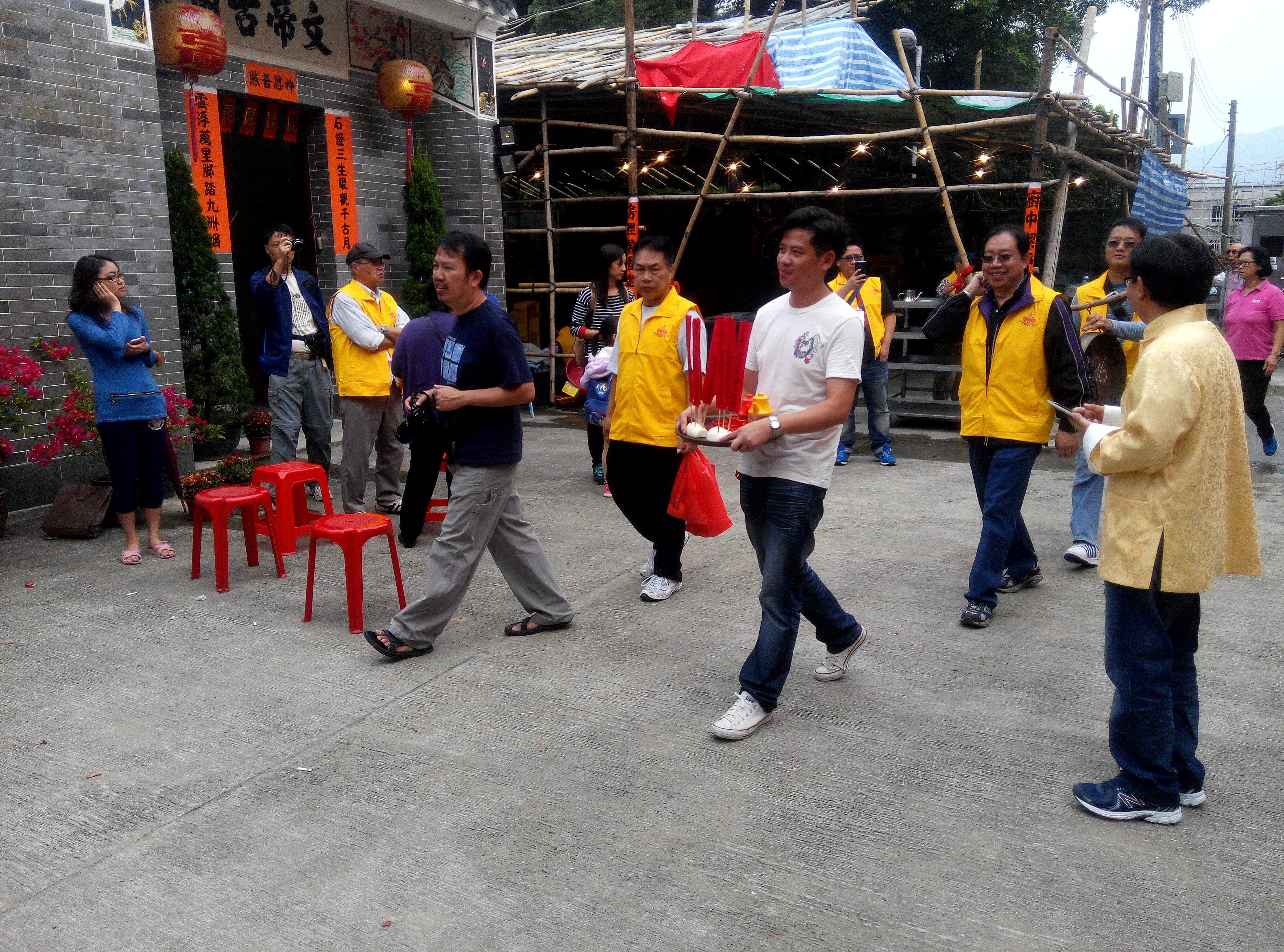
灰沙圍代表將社區神明送到醮場

在醮期開始前，建醮社區內一眾神明均獲邀請到醮棚內供奉，區內主要廟宇的主神由道士聯同緣首一同迎請，而其他地方神明則會由各村紳耆負責。

### 建醮儀式
無論醮期的日數，正一派的科儀科目結構如下：
1. 建壇（啟壇 → 發奏 → 請師 → 分燈 → 禁壇 → 打武）
2. 三朝三懺
3. 正醮（掛榜）
4. 迎聖
5. 禮斗
6. 頒赦（走赦書）
7. 放生
8. 祭大幽

#### 日程
一天完成的醮稱為「洪文清醮」，大型建醮活動主要分為三日四夜、四日五夜和五日六夜等醮期，而新界鄉村通常舉行「五日醮」（五日六夜）。各醮期的日程和科目大致如下：
三日四夜
- 前一日：上第三表 → 取水淨壇 → 揚旛 → 迎神登壇 → 啟壇·發奏
- 第一日：啟壇迎師 → 三朝三懺 → （行香） → 分燈 → 打武 → 禁壇 → 祭小幽
- 第二日：（正醮）三朝三懺 → 啟人緣榜（掛榜） → 禮斗 → 迎聖
- 第三日：三朝三懺 → 頒赦（走赦書） → 放生、放水燈 → 謝旛 → 祭大幽
- 後一日：酬神

四日五夜（又名九晝連霄）
- 前一日：上第三表 → 取水淨壇 → 揚旛 → 迎神登壇 → 啟壇·發奏
- 第一日：啟壇迎師 → 三朝三懺 → （行香） → 分燈 → 打武 → 禁壇
- 第二日：（正醮）三朝三懺 → 啟人緣榜（掛榜） → 迎聖
- 第三日：三朝三懺 → 祭小幽 → 禮斗
- 第四日：三朝三懺 → 頒赦（走赦書） → 放生、放水燈 → 謝旛 → 祭大幽
- 後一日：酬神

五日六夜
- 前一日：上第三表 → 取水淨壇 → 揚旛 → 迎神登壇 → 啟壇·發奏
- 第一日：啟壇迎師 → 三朝三懺 → 分燈 → 禁壇 → 打武
- 第二日：三朝三懺 → 祭小幽
- 第三日：（正醮）三朝三懺 → 啟人緣榜（掛榜） → （行香） → 迎聖
- 第四日：三朝三懺 → 禮斗
- 第五日：三朝三懺 → 頒赦（走赦書） → 放生、放水燈 → 謝旛 → 祭大幽
- 後一日：酬神

#### 開壇啟請
建醮的首項儀式，邀請張天師及三清（玉清、上清和太清）到臨醮場，並分配掌符、掌印等職務的儀式。進行開壇啟請後，代表醮事正式開始。

#### 神功戲

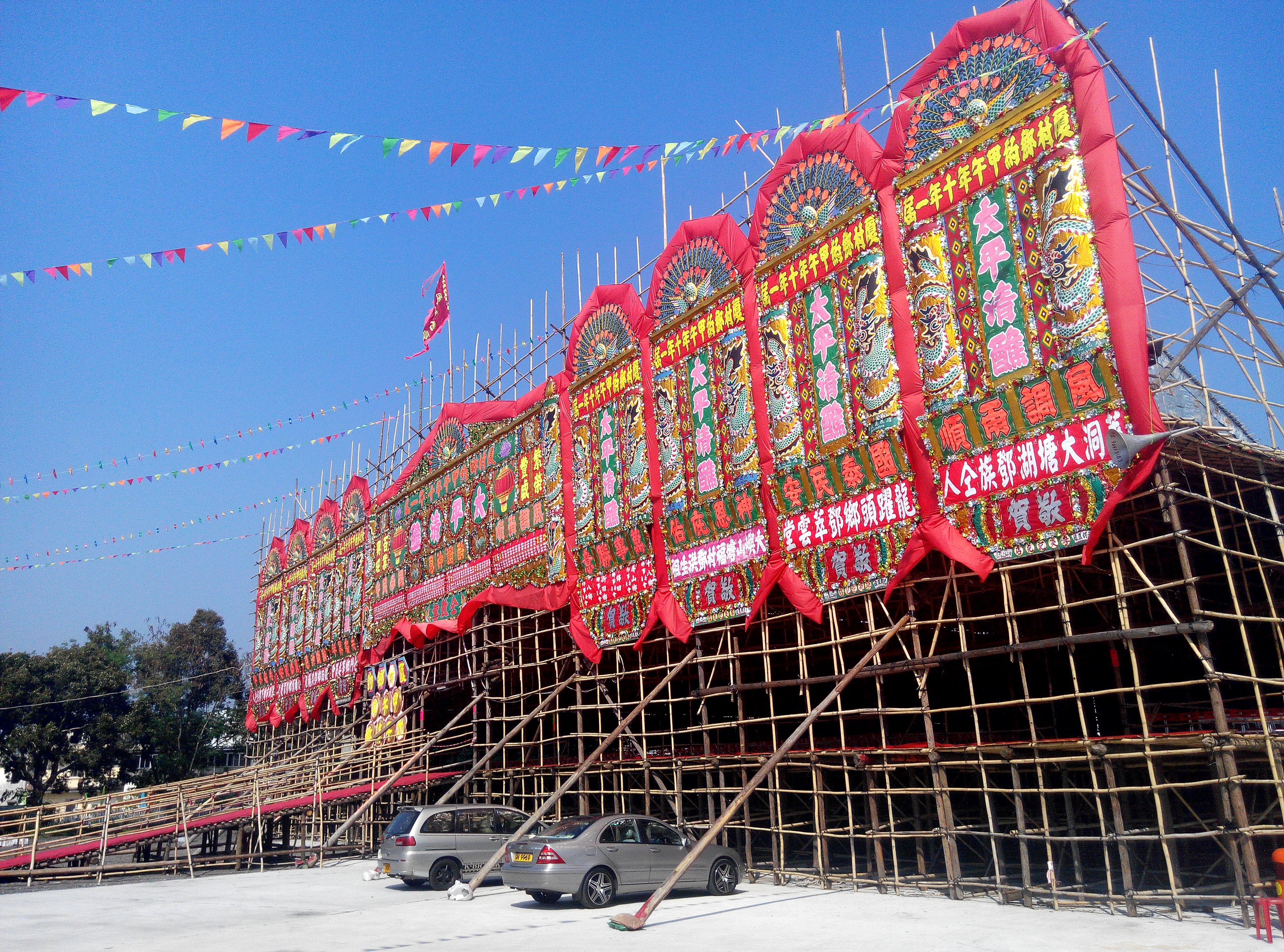
廈村鄉約甲午太平清醮大戲棚

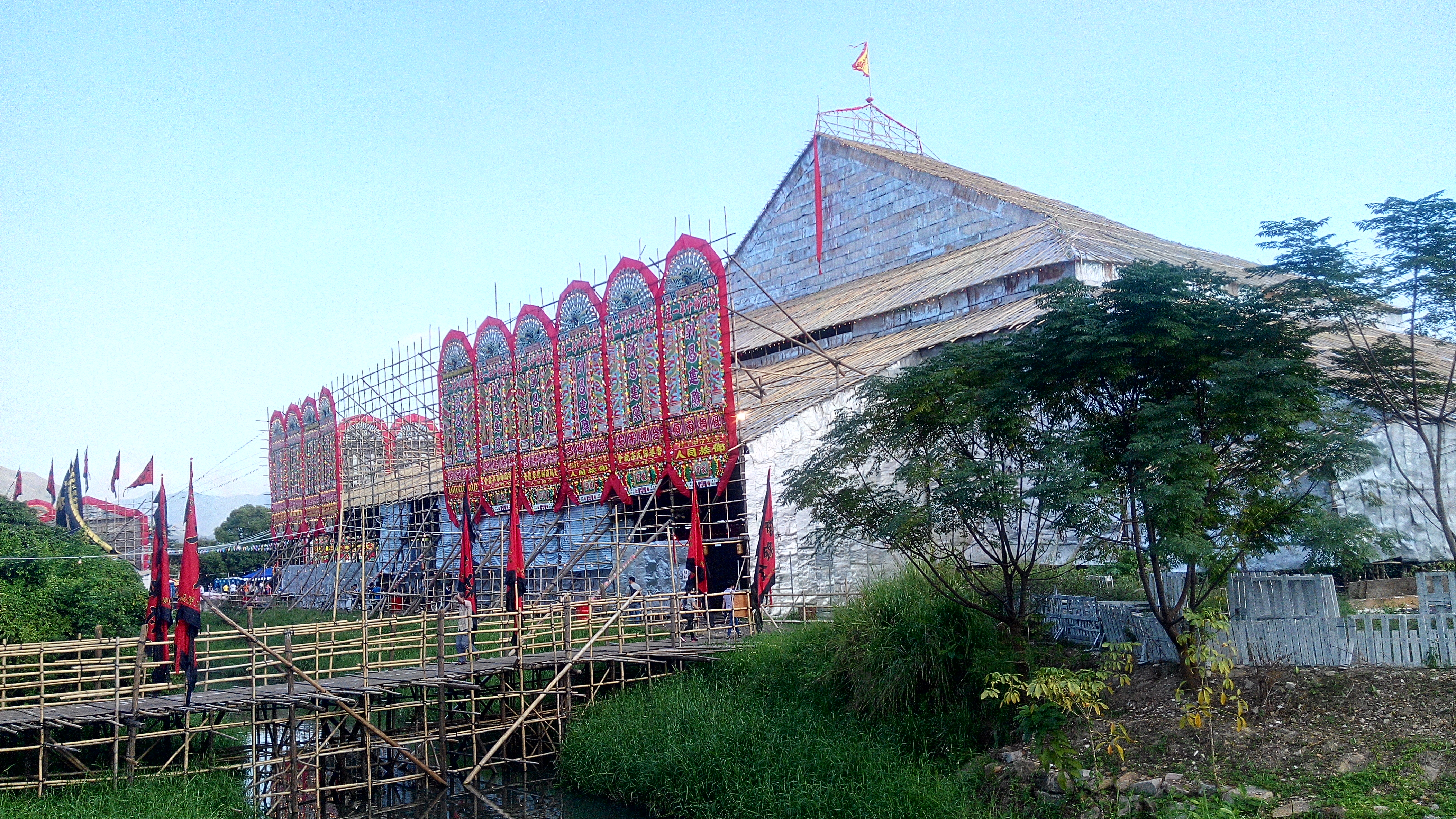
錦田鄉十年一屆（第三十三屆，乙未年）酬恩建醮大戲棚

在香港的神功戲以演出粵劇為主，亦間有演潮劇或白字戲，長洲太平清醮則三日四夜演粵劇，另四夜演海豐白字劇。神功戲演出配合活動的日程，為期三至六天不等，讓神人共樂。戲班通常在醮期第一天晚上和正醮日的下午先演「例戲」，然後才演正本戲。「例戲」有《賀壽》、《加官》、《仙姬大送子》及《六國大封相》，具有善頌善禱的意義。
2015年錦田鄉十年一屆酬恩建醮重新引入手托木偶粵劇，本港僅存的華山木偶粵劇團主理，團長陳錦濤的木偶功架十足，栩栩如生，在舞台上的表演遠看與真人難分真假。

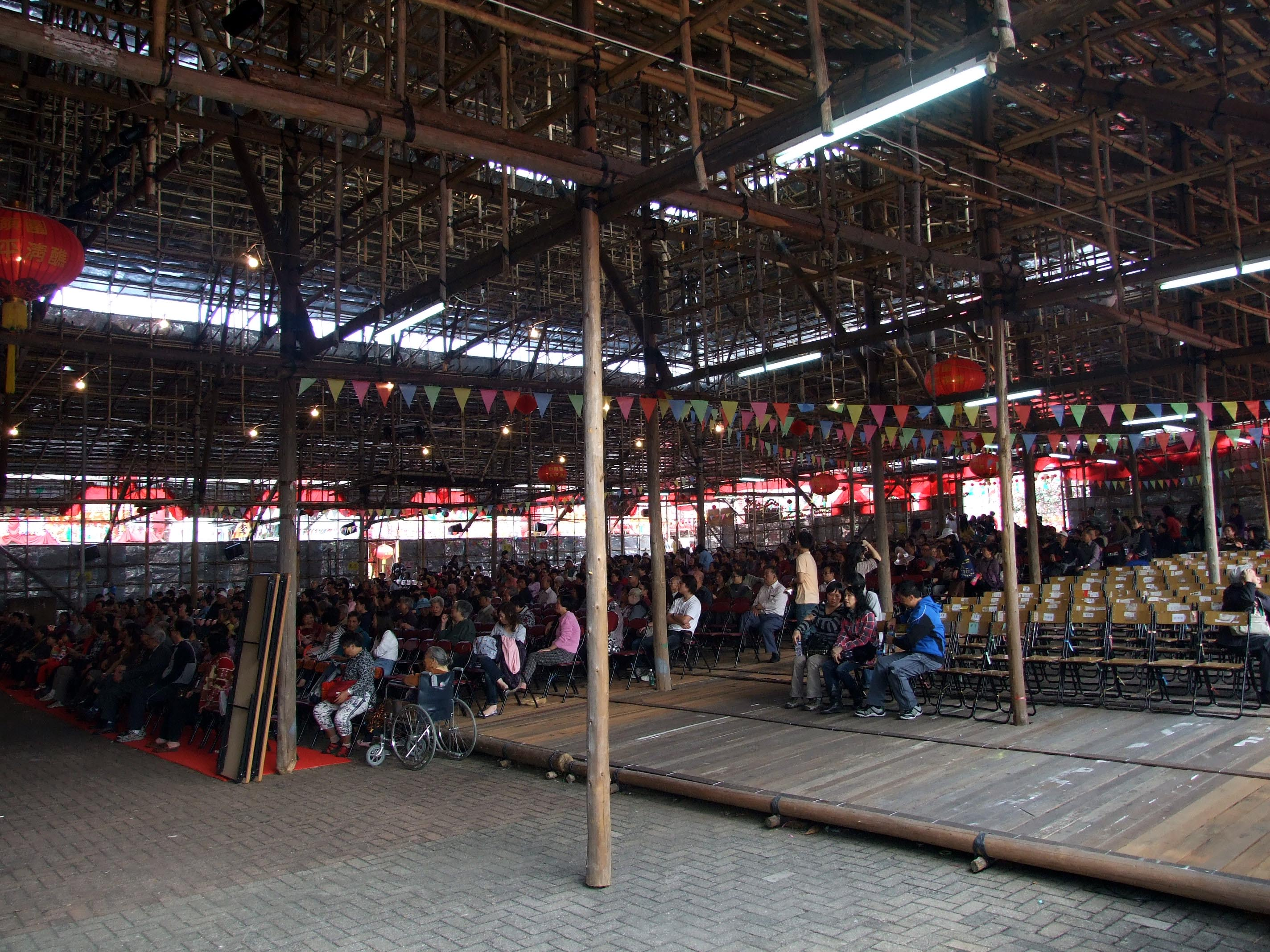
粉嶺圍鄉親觀賞神功戲
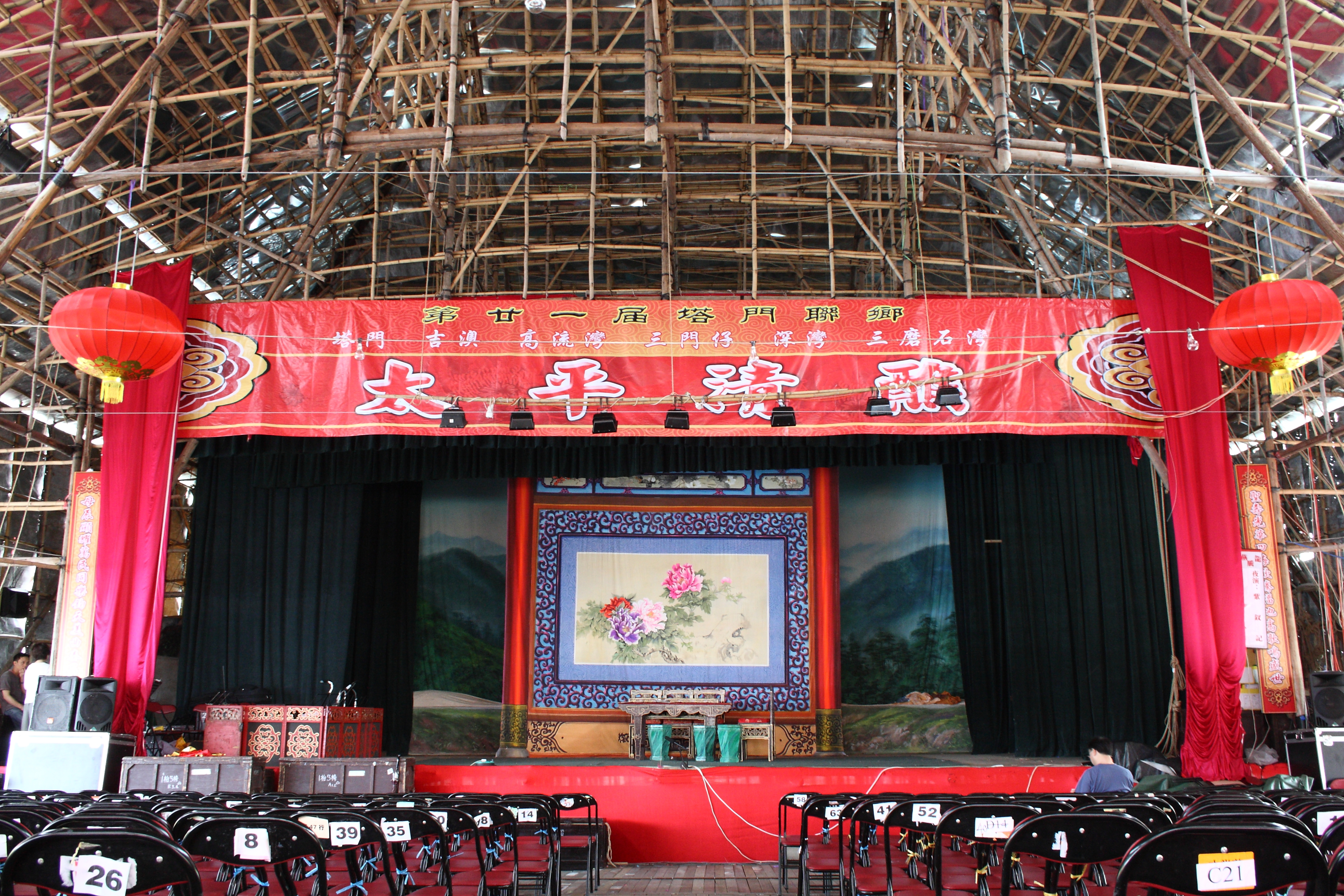
塔門太平清醮的戲棚
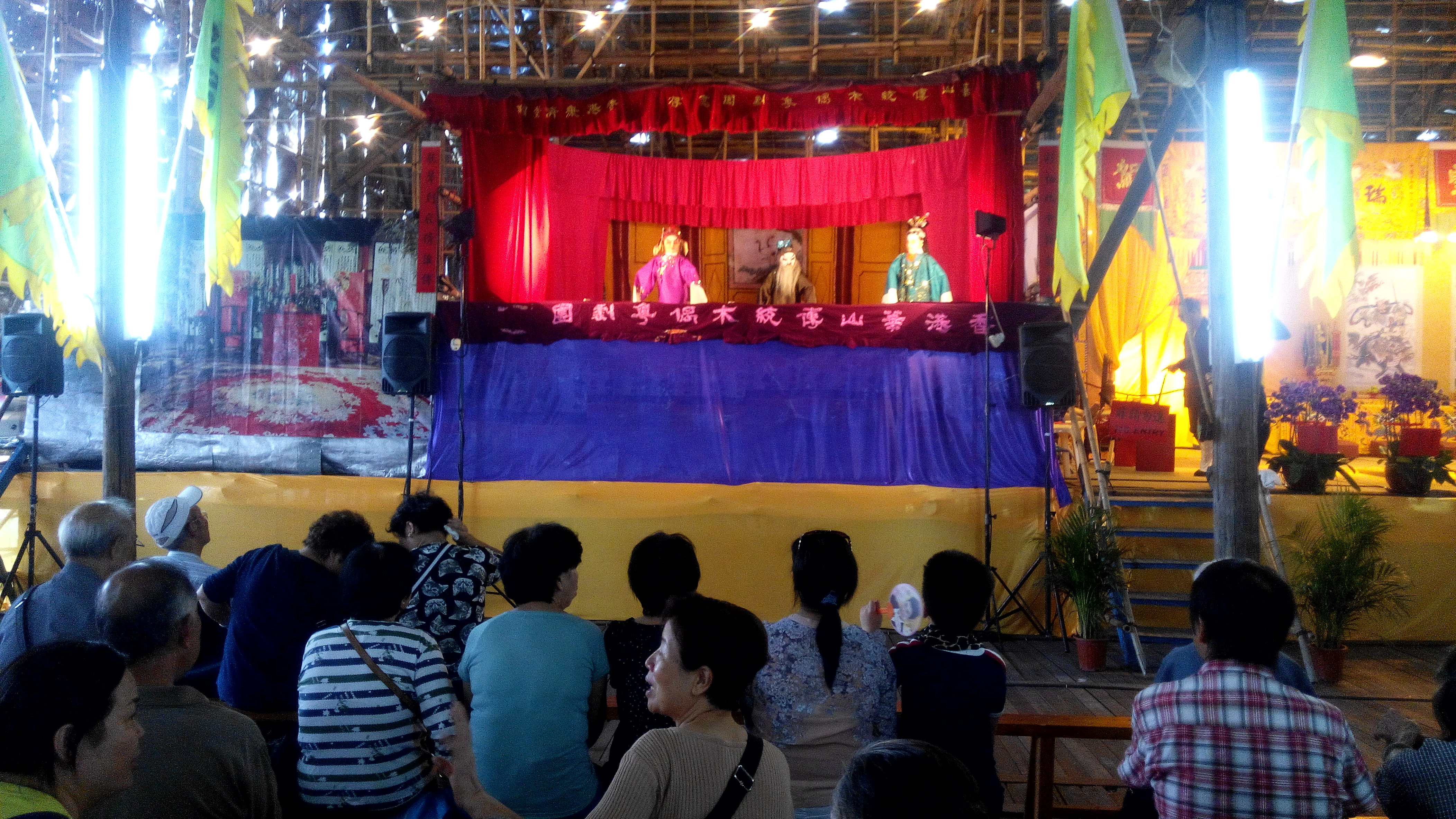
錦田鄉十年一屆酬恩建醮手托木偶粵劇

#### 分燈禁壇
是「分燈進燭」和「禁壇打武」的合稱。「分燈進燭」又稱「分燈晉燭」，「燈」與「丁」發音相近，道士用代表玉清的燃點蠟燭分別點燃代表上清和太清的蠟燭，再分點其他蠟燭，「分燈」就如分丁，祈求人丁興旺、生生不息；由緣首將點燃著的蠟燭拿到神壇前稱為「進燭」，為村內人丁作神前登記。而「禁壇打武」是潔淨醮棚的儀式，「禁壇」前半先是在祖師壇敕水淨壇，旨在潔淨醮場，讓神明降臨。而後半則是「五方結界」，五方神明包括「南方三炁天」的「丹靈真老尊」、「西方七炁天」的「皓靈黃老尊」、「中央一炁天」的「玄靈元老尊」、「北方五炁天」的「玉靈玄老尊」和「東方九炁天」的「青靈始老尊」，以及龍、虎二將保護醮場。在兩場「禁壇」之間是「打武」儀式，是道士在召集五方兵馬前習武之意，既有宗教意義，亦作表演娛樂，吸引村民圍看。包括5個項目：舞棍棒、舞蓆、投火球、火流星和舞火盂。

#### 三朝三懺
是醮期每天早、午、晚三次的「行朝」和「拜懺」。「行朝」是向諸神供飯及拜香火；「拜懺」是道士代表鄉民懺悔所犯的罪孽。

#### 行香
「行香」是建醮社區的村落組織遊行的隊伍，攜同神像拜訪和社區友好的同盟村落。

#### 祭小幽
通常在醮期中段會有一場小規模的祭幽活動，主要是分衣施食的儀式，是給十八男鬼、十八女鬼，共三十六個小鬼分衣施食，稱為「祭小幽」。儀式中加插「賣雜貨」或「講鬼古」環節，由兩名道士以即興相聲形式講述在地府買賣的笑話，向村民道出警世教訓，內容輕鬆惹笑。

#### 啟人緣榜
於建醮正日舉行，喃嘸道士及「頭名緣首」在「人緣榜」（紅紙黑字，又稱「金榜」或「大榜」）榜末簽名後，交由簪花掛紅的「頭名緣首」以及被稱為「攬榜公」或「好命公」的老人手中，再貼到廟旁牆上，然後喃嘸道士再用雞冠潔淨及誦讀一遍榜上人名，有份者可查閱親屬的名字有否錯漏，若有可即時更正。而在榜上有名的人，都會得到神靈的保祐，闔家平安。儀式完結時會火化「人緣榜」，以示送上天庭。

#### 迎聖
在正醮日晚上舉行「迎聖」儀式，是恭請三清至尊、城隍和村內的主神前來參加醮事。期間喃嘸道士會將「意文」內的人名誦讀一遍，讓神名向各持份者一一祝福。前半部是莊嚴的宗教儀式，後半部則是用小調吟唱的「香花請」和「散花」，亦有部分喃嘸道士安插「八門功德」儀式，是目連救母的故事，道士順著八門高速旋轉，破地獄救出其中的孤魂幽鬼，有很高的觀賞價值。

#### 禮斗
南斗注生，北斗延壽，道士用米堆砌成南、北斗和代表福、祿、壽的麒麟、鹿和龜的形狀，在壇前掛上七七四十九個燈籠，祈求斗姥延壽降福。儀式完畢，鄉民取米回家，或置米缸，或煮成飯、粥，以保福壽。
元朗廈村鄉醮會的頭49名緣首的家屬，在壇前放上盛有米、芋、柏葉、油燈等的小木桶，於儀式後可連同燈籠一併拿回家。

#### 頒赦
「頒赦」又稱「走文書」、「走社書」或「走赦書」，赦書以紅線纏緊在「功曹馬」上，由一名鄉民背負環走所屬鄉村一圈，交還道士將卷軸內寫有各有份者的姓名讀出，使到上界諸神赦免其在過往十年內所犯的罪過，繼而將卷軸再入封放於馬背上一同焚化。

#### 放生
建醮社區鄉民於「頒赦」獲得赦免罪孽後，要向天、地、水三界行善，在附近的田野、水坑畔進行放生禽鳥和游魚的儀式。並會放水燈，據說拿到這些紙摺水燈小船的村民會添丁。

#### 祭大幽

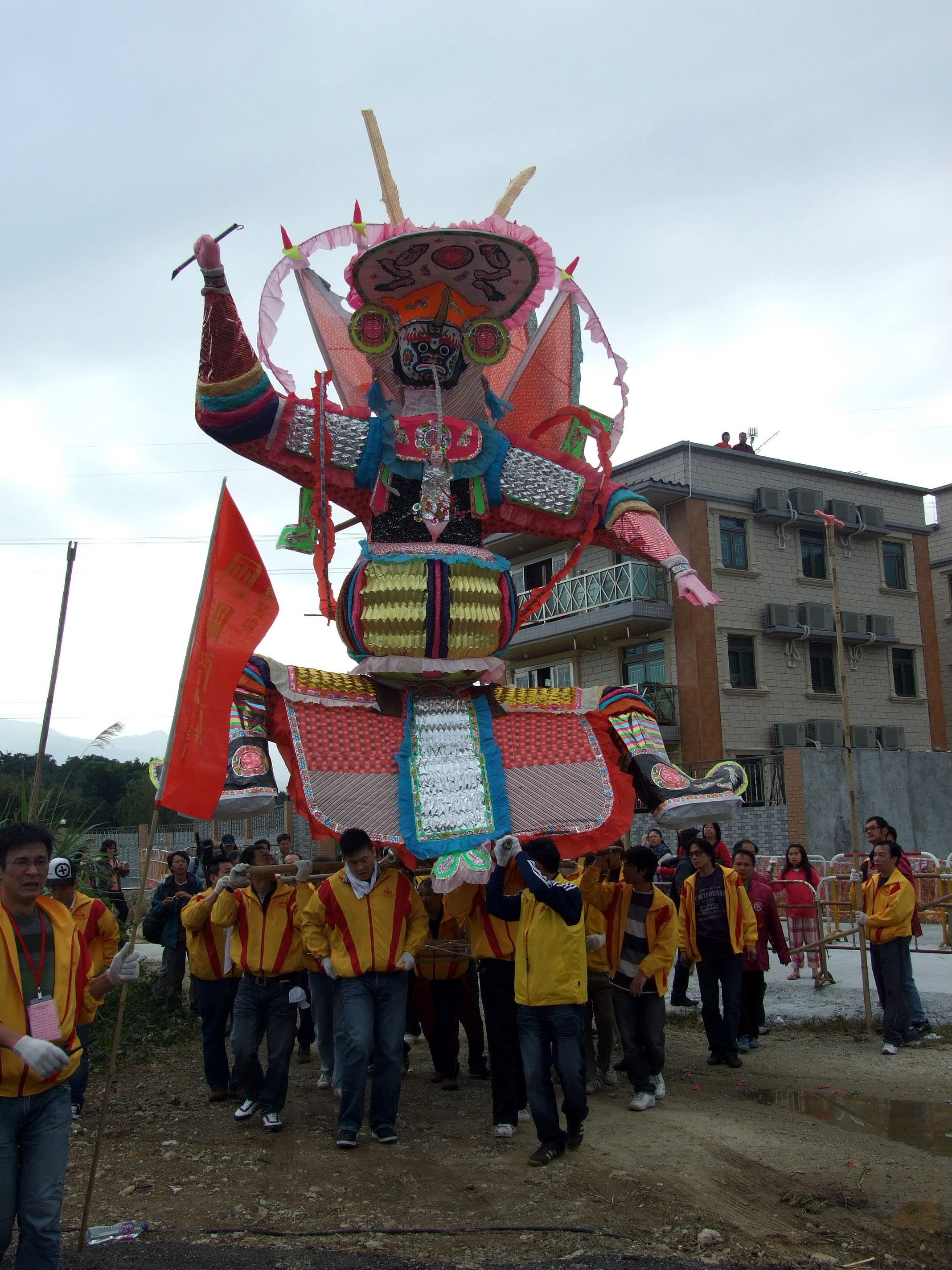
泰亨鄉大士出巡

整個建醮的高潮在「祭大幽」或「超幽散醮」，是向幽鬼分衣施食，有超渡作用的善行，在儀式進行前會將紙紥的面燃大士抬起環鄉走一圈，俗稱「大士出巡」。「祭大幽」時所有孤魂野鬼到場接受蒙山施食和超渡，場上鄉民保持默不作聲，於火化大士王後，正醮便正式結束，並可以開齋吃葷。大部分建醮社區會在「祭大幽」後安排葷盆菜宴請成員。而各家各戶亦會準備燒豬果品到神棚前酬謝神恩。

### 建醮後的儀式

#### 酬神
祭幽翌日舉行「酬神」儀式，由喃嘸班的班主和緣首代表建醮社區向城隍許願，祈求未來一個醮會周期事事平安，在儀式完成後，將城隍、「意文」及「人緣榜」一同火化。

#### 行符
在「酬神」後進行「行符」或稱「拉鴨扒船」、「扒船拉鴨」，是將各家各戶的污穢和厄運送走的儀式。道士到各有份者的家戶用符水潔淨灶頭和神龕，各戶把一些象徵不潔的物品如麻豆、炭屎、雞毛等連同香燭和紅包倒在紙紥的船上，而負責人員將鴨頭按在擺放門前的水盆上。道士再將紙船帶到建醮社區外範圍燒掉，象徵社區從此潔淨。

#### 送神
將請來醮棚的各神明送歸原來的地方，然後將紙神位化去，而打醮亦隨之結束。

## 道士

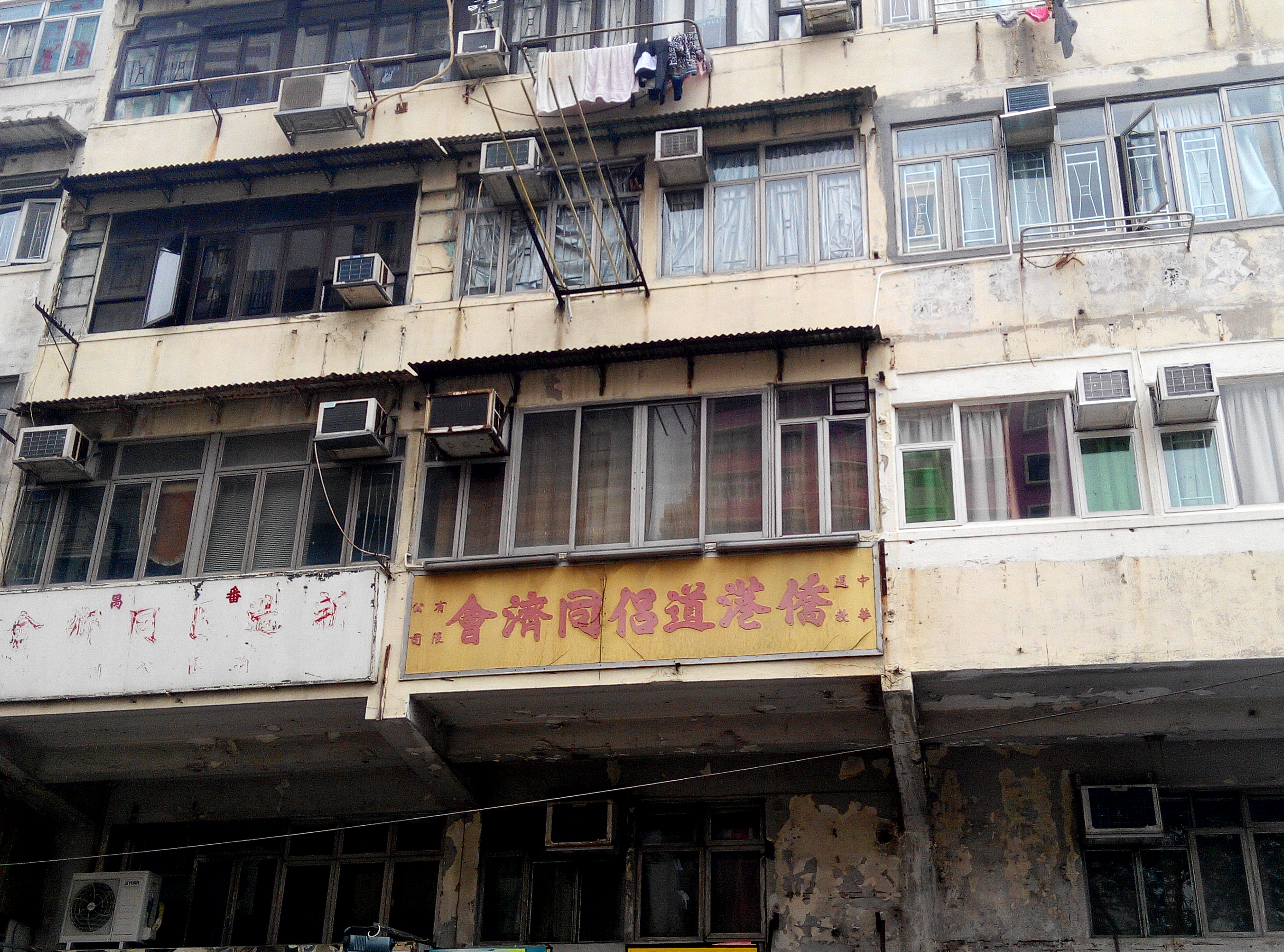
於1946年由20間從廣州遷港的正一道院組成的「中華道教僑港道侶同濟會」

現在香港新界及離島以道教建醮科儀傳統可分為三大類：
1. 由廣東東莞縣及寶安縣傳承屬於正一派的本地道士（俗稱喃嘸）；
2. 由原屬福建經惠州海陸豐傳承的鶴佬道士（俗稱喃嘸）； 及
3. 道觀道士和道壇經生。

在香港新界鄉村打醮儀式主要由來自寶安縣或東莞縣源自龍虎山天師府正一派的喃嘸主持，按一套古老傳統程序進行法事，以吹、打、喃、跳、唱為主，強調「保境酬恩、許願酬還」。現時大部分醮會均由「元朗陳鈞道院」或「永安道院」主理。在1980年代以前，主理建醮儀式的是正一派的喃嘸，但隨著時間改變，亦有部分鄉村和墟市聘請全真道道壇經生主理，是以誦經拜懺為主的儀式，而經生有男有女，業餘女性更佔多數，打破建醮以男性為主的傳統，主要由圓玄學院或青松觀主理。
正一派與全真派清醮儀式的比較
| 日期   | 正一派儀式       | 全真派儀式   |
| ------ | ---------------- | ------------ |
| 建醮前 | 上頭、二表       | 上頭、二表   |
| 前一日 | 取水淨壇         | 奉安大士     |
| 前一日 | 揚幡             | 恭豎聖旛     |
| 前一日 | 迎神登壇         | 開壇啟請     |
| 前一日 | 啟壇建醮         | 玄科開位     |
| 前一日 | 上三表           | 玉皇賜福寶懺 |
| 第一日 | 早朝、大朝、早懺 | 玉皇賜福寶懺 |
| 第一日 | 午朝午懺         | 諸天朝       |
| 第一日 | 晚朝晚懺         | 上金榜       |
| 第一日 | 分燈禁壇         | 玉皇賜福寶懺 |
| 第一日 | 玉皇朝           |              |
| 第一日 | 上黃榜           |              |
| 第一日 | 玄門攝召         |              |
| 第二日 | 早朝早懺         | 三元滅罪水懺 |
| 第二日 | 午朝午懺         | 七真朝       |
| 第二日 | 晚朝晚懺         | 三元滅罪水懺 |
| 第二日 | 祭小幽           | 三元朝       |
| 第二日 | 三元滅罪水懺     |              |
| 第三日 | 啟人緣榜         | 太乙賜福寶懺 |
| 第三日 | 早朝早懺         | 諸天朝       |
| 第三日 | 午朝午懺         | 太乙賜福寶懺 |
| 第三日 | 晚朝晚懺         | 太乙朝       |
| 第三日 | 迎聖             | 關燈散花     |
| 第四日 | 早朝早懺         | 呂祖無極寶懺 |
| 第四日 | 午朝午懺         | 七真朝       |
| 第四日 | 晚朝晚懺         | 呂祖無極寶懺 |
| 第四日 | 禮斗             | 呂祖朝       |
| 第四日 | 呂祖無極寶懺     |              |
| 第五日 | 早朝早懺         | 聖帝保安寶懺 |
| 第五日 | 午朝午懺         | 武帝朝       |
| 第五日 | 走文書           | 聖帝保安寶懺 |
| 第五日 | 放生、放水燈     |              |
| 第五日 | 完朝（謝幡）完懺 |              |
| 第五日 | 祭大幽           |              |
| 後一日 | 酬神             |              |
| 後一日 | 行符（扒船拉鴨） |              |

## 香港各地打醮活動
打醮一般是定期舉行，時限卻不一，視乎每個地方而定。例如長洲太平清醮會於每年的農曆四月舉行，而上水鄉太平清醮則每60年才會舉行一次。香港大部份打醮以「太平清醮」為名，只有部份西貢、大埔之部份醮會稱為「安龍清醮」，也稱為「安龍醮」，而一日醮會稱為「洪文清醮」。
| 社區                          | 地域形態 | 主要生計   | 主要族群           | 血緣關係       | 醮期日數 | 最近 舉行年份 | 預計下次 舉行年份 | 備註 |
| 每年舉行                      | 每年舉行 | 每年舉行   | 每年舉行           | 每年舉行       | 每年舉行 | 每年舉行      | 每年舉行          | 每年舉行 |
| ----------------------------- | -------- | ---------- | ------------------ | -------------- | -------- | ------------- | ----------------- | --- |
| 長洲                          | 墟市     | 墟         | 惠海陸、潮州、廣府 | 雜姓           | 三日四夜 | 2024年        | 2025年            | 主祀北帝 |
| 西貢布袋澳村                  | 村落     | 漁         | 客家               | 雜姓           | 三日四夜 | 2015年        | 2016年            | 主祀天后，於天后正誕前在佛堂門天后古廟舉行 |
| 銅鑼灣天后廟                  | 廟宇     | 廟         | 客家               | 單姓           | 二日一夜 | 2015年        | 2016年            | 由管理天后廟的戴氏家族舉辦 |
| 坪洲天后廟                    | 廟宇     | 廟         | 惠海陸為主         | 雜姓           | 一日二夜 | 2015年        | 2016年            | 由天后宮街坊值理會舉辦，稱為「洪文建醮」 |
| 西貢滘西洲                    | 村落     | 漁         | 水上               | 雜姓           | 一日一夜 | 2015年        | 2016年            | 主祀洪聖，於洪聖誕正誕前夕舉行 |
| 葵涌石籬邨地藏廟              | 廟宇     | 廟         | 潮州               | 雜姓           | 三日四夜 | 2015年        | 2016年            | 主祀地藏王，每年均為於地藏誕前後舉行全邨繞境巡遊及潮劇功戲，已辦四十二屆，由「荃灣石梨貝新區福德古廟值理會」主辦，為全港唯一公共屋邨的清醮活動，邨中潮汕家庭普遍參與，前港英英籍官員許舒（曾任荃灣理民官）著作《滄海桑田話荃灣》有提及1960年代時的狀況。 |
| 有閏月的年份舉行              |          |            |                    |                |          |               |                   | |
| 九龍城旅港大長隴鄉萃煥堂      | 村落群   | 農         | 潮州               | 單姓           |          | 2012年        | 2014年            | 稱為「旅港大長隴鄉萃煥堂建醮盛會」 |
| 每2年舉行                     |          |            |                    |                |          |               |                   | |
| 西貢糧船灣                    | 村落群   | 漁         | 水上               | 雜姓           | 一日一夜 | 2014年        | 2016年            | 主祀天后，於天后正誕前夕舉行，單數年做誕，雙數年誕醮一起做 |
| 每3年舉行                     |          |            |                    |                |          |               |                   | |
| 元朗新田鄉                    | 村落群   | 農         | 本地               | 文族           | 一日一夜 | 2016年        | 2019年            | 在惇裕堂文氏宗祠前舉行，稱為「洪文清醮」 |
| 蒲台島                        | 村落     | 漁         | 水上               | 雜姓           |          | 2018年        | 2021年            | 一說四年一次。 |
| 大嶼山東涌                    | 村落群   | ？         | ？                 | 雜姓           | 三日兩夜 | 約於1920年代  | /                 | 主祀侯王，約在農曆十一月舉行，現已停辦 |
| 大嶼山石壁鄉                  | 村落群   | ？         | ？                 | ？             |          | 約於1920年代  | /                 | 現已停辦 |
| 大嶼山沙螺灣村                | 村落群   | 農         | 本地               | 文族雜姓社區   |          | 約於1920年代  | /                 | 現已停辦 |
| 每5年舉行                     |          |            |                    |                |          |               |                   | |
| 大埔泰亨鄉                    | 村落群   | 農         | 本地               | 文族           | 五日六夜 | 2015年        | 2020年            | [ 11 ] |
| 元朗八鄉合山圍蓮花地          | 村落     | 農         | 客家               | 郭族           |          | 2012年        | 2017年            | |
| 元朗八鄉合山圍牛徑            | 村落     | 農         | 客家               | 李族主導       |          | 2012年        | 2017年            | 集李鄭兩姓村民，以李姓較多，主祀八鄉古廟之觀音 |
| 每6年舉行                     |          |            |                    |                |          |               |                   | |
| 元朗屏山鄉沙江圍              | 村落     | 農         | 本地               | 雜姓           |          | 2025年        | 2031年            | 亦有指為七年一次 |
| 每7年舉行                     |          |            |                    |                |          |               |                   | |
| 西貢高流灣                    | 村落     | 漁         | 水上               | 雜姓           |          | 2015年5月24日 | 2022年            | 稱為「安龍清醮」 |
| 元朗屏山鄉橫洲六村            | 村落群   | 農         | 本地               | 鄧族雜姓社區   |          | 2011年        | 2018年            | |
| 每8年舉行                     |          |            |                    |                |          |               |                   | |
| 元朗八鄉元崗樂義堂            | 村落     | 農         | 本地               | 單姓           |          | 2010年        | 2018年            | 亦有指為七年一次 |
| 每9年舉行（頭尾10年）         |          |            |                    |                |          |               |                   | |
| 沙頭角南涌鹿頸南鹿社          | 聯盟     | 農         | 客家               | 單姓村雜姓社區 |          | 2010年        | 2019年            | 最近一次以圓玄學院全真派儀式舉行 |
| 沙頭角慶春約                  | 村落群   | 農         | 客家               | 單姓村雜姓社區 | 五日六夜 | 2010年        | 2019年            | |
| 大埔林村鄉                    | 聯盟     | 農         | 本地、客家         | 雜姓           | 五日六夜 | 2008年        | 2017年            | 主祀天后，最近一次以全真派儀式舉行 |
| 每10年舉行                    |          |            |                    |                |          |               |                   | |
| 西貢蠔涌聯鄉                  | 村落群   | 農         | 客家               | 雜姓           |          | 2011年        | 2021年            | 主祀車公 |
| 元朗屏山鄉山下村              | 村落     | 農         | 本地               | 張族           |          | 2011年        | 2021年            | |
| 西貢北港相思灣聯鄉            | 村落     | 農         | 客家               | 雜姓           |          | 2010/11年     | 2020/21年         | 主祀天后，最近一次跨年舉行 |
| 粉嶺粉嶺圍                    | 村落群   | 農         | 本地               | 彭族           | 三日四夜 | 2010年        | 2020年            | |
| 大埔塔門聯鄉                  | 聯盟     | 漁         | 水上               | 雜姓           | 三日四夜 | 2009年        | 2019年            | 主祀天后，建醮次年舉行壓醮 |
| 上水丙岡村翔龍圍              | 村落     | 農         | 本地               | 侯族           | 一日兩夜 | 2008年        | 2018年            | |
| 沙田大圍侯王宮                | 村落     | 農         | 本地               | 雜姓           | 四日五夜 | 2007年        | 2017年            | 主祀侯王，韋姓、吳姓等為主導，逢干支中的丁年舉行 |
| 沙田田心                      | 村落群   | 農         | 本地               | 單姓村雜姓社區 | 四日五夜 | 2006年        | 2016年            | 逢干支中的丙年舉行 |
| 屯門屯門鄉忠義堂              | 村落群   | 農         | 本地               | 陶族主導       | 三日四夜 | 2016年        | 2026年            | 屯子圍陶氏主導 |
| 新蒲崗衙前圍七約              | 村落群   | 農         | 本地               | 單姓主導       |          | 2016年        | /                 | 主祀天后，衙前圍村吳氏主導（衙前圍村重建中，未知下次舉行年份） |
| 香港石澳聯鄉                  | 聯盟     | 農         | 客家、本地         | 雜姓           | 三日四夜 | 2016年        | 2026年            | |
| 沙頭角吉澳                    | 村落     | 漁         | 水上               | ？             | 五日六夜 | 2006年        | 2016年            | 主祀天后，稱為「安龍清醮」 |
| 沙田九約                      | 聯盟     | 農         | 本地               | 單姓村雜姓社區 | 四日五夜 | 2015年        | 2025年            | 逢干支中的乙年舉行 |
| 元朗錦田鄉                    | 村落群   | 農         | 本地               | 鄧族主導       | 五日六夜 | 2005年        | 2015年            | 主祀周、王二公 |
| 元朗廈村鄉                    | 聯盟     | 農         | 本地               | 鄧族雜姓社區   | 五日六夜 | 2024年        | 2034年            | |
| 粉嶺龍躍頭                    | 村落群   | 農         | 本地               | 鄧族           | 五日六夜 | 2013年        | 2023年            | |
| 大埔大埔頭鄉                  | 村落群   | 農         | 本地               | 鄧族           | 五日六夜 | 2013年        | 2023年            | 主祀天后 |
| 元朗元朗商會                  | 墟市     | 墟         | 本地               | 雜姓           | 五日六夜 | 2013年        | 2023年            | |
| 西貢沙角尾                    | 村落     | 農         | ？                 | ？             |          | 約於二戰前    | /                 | 現已停辦 |
| 長沙灣蘇屋村 、九龍塘、九龍仔 | 村落     | 農         | 本地及客家         | 雜姓           | ?        | 約於二戰前    | /                 | 現已停辦 |
| 每15年舉行                    |          |            |                    |                |          |               |                   | |
| 上水坑頭村                    | 村落     | 農         | ？                 | ？             |          | 2008年        | 2023年            | 主祀觀音，稱為「安龍清醮」 |
| 每30年舉行                    |          |            |                    |                |          |               |                   | |
| 西貢井欄樹                    | 村落     | 農         | 客家               | 單姓           |          | 2011年        | 2041年            | 稱為「安龍清醮」，以邱龍雲堂為中心，按道教閭山三奶派儀式進行 |
| 大嶼山大澳                    | 村落群   | 漁、農、墟 | 水上、客家         | 雜姓           |          | 1930年        | /                 | 主祀關帝，現已停辦 |
| 每60年舉行                    |          |            |                    |                |          |               |                   | |
| 上水上水鄉                    | 村落群   | 農         | 本地               | 廖族           |          | 2006年        | 2066年            | 逢干支中的丙戌年（干支順序為第23個）舉行 |

### 特殊情況
為慶祝香港主權移交十週年及香港道教聯合會40週年，並為全球祈福，於2007年11月13日至24日，於荃灣圓玄學院舉行太上金籙羅天大醮。

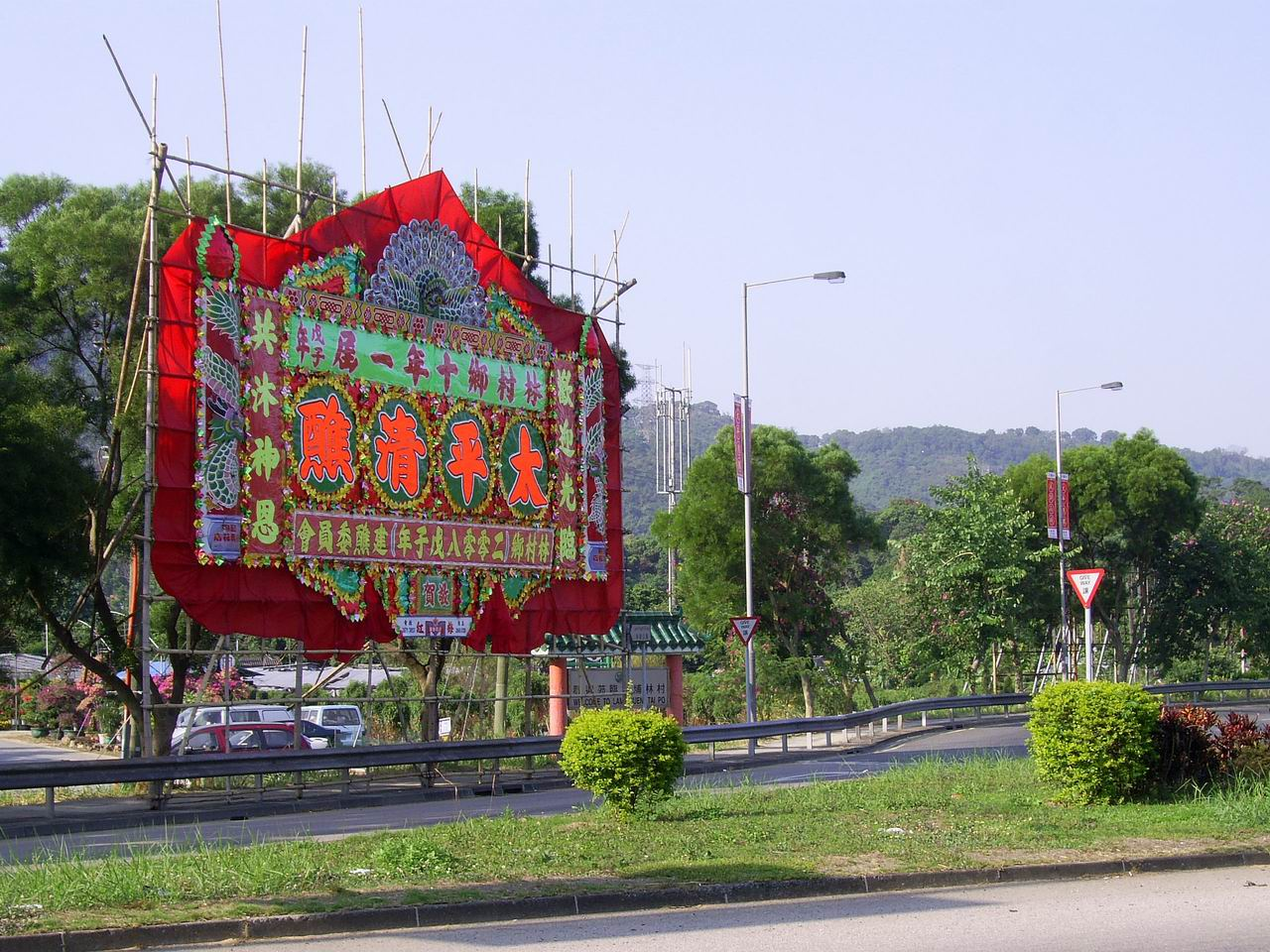
林村鄉戊子年太平清醮
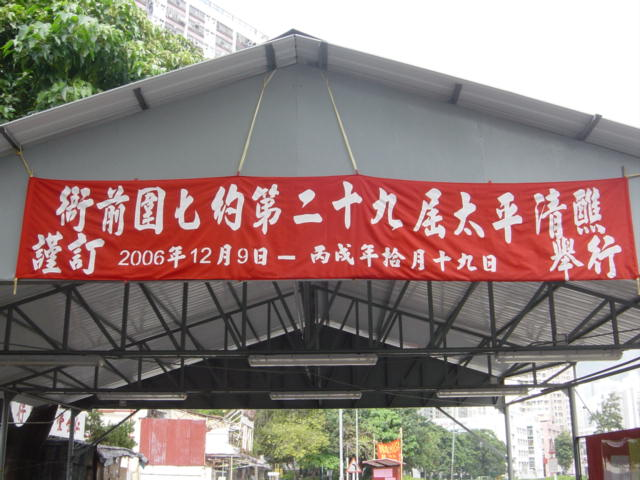
衙前圍七約丙戌年太平清醮
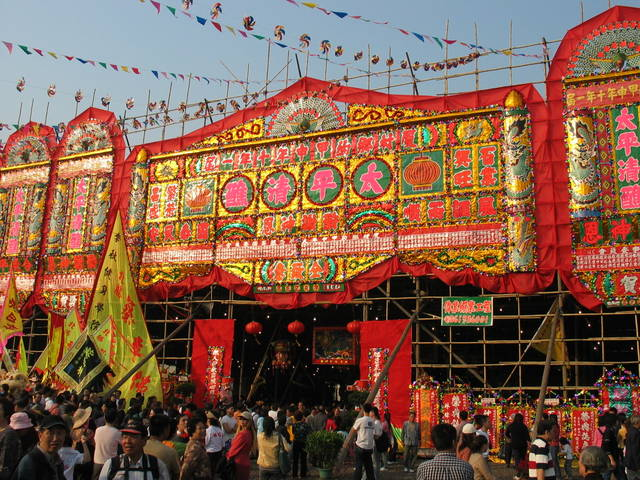
廈村鄉甲申年太平清醮
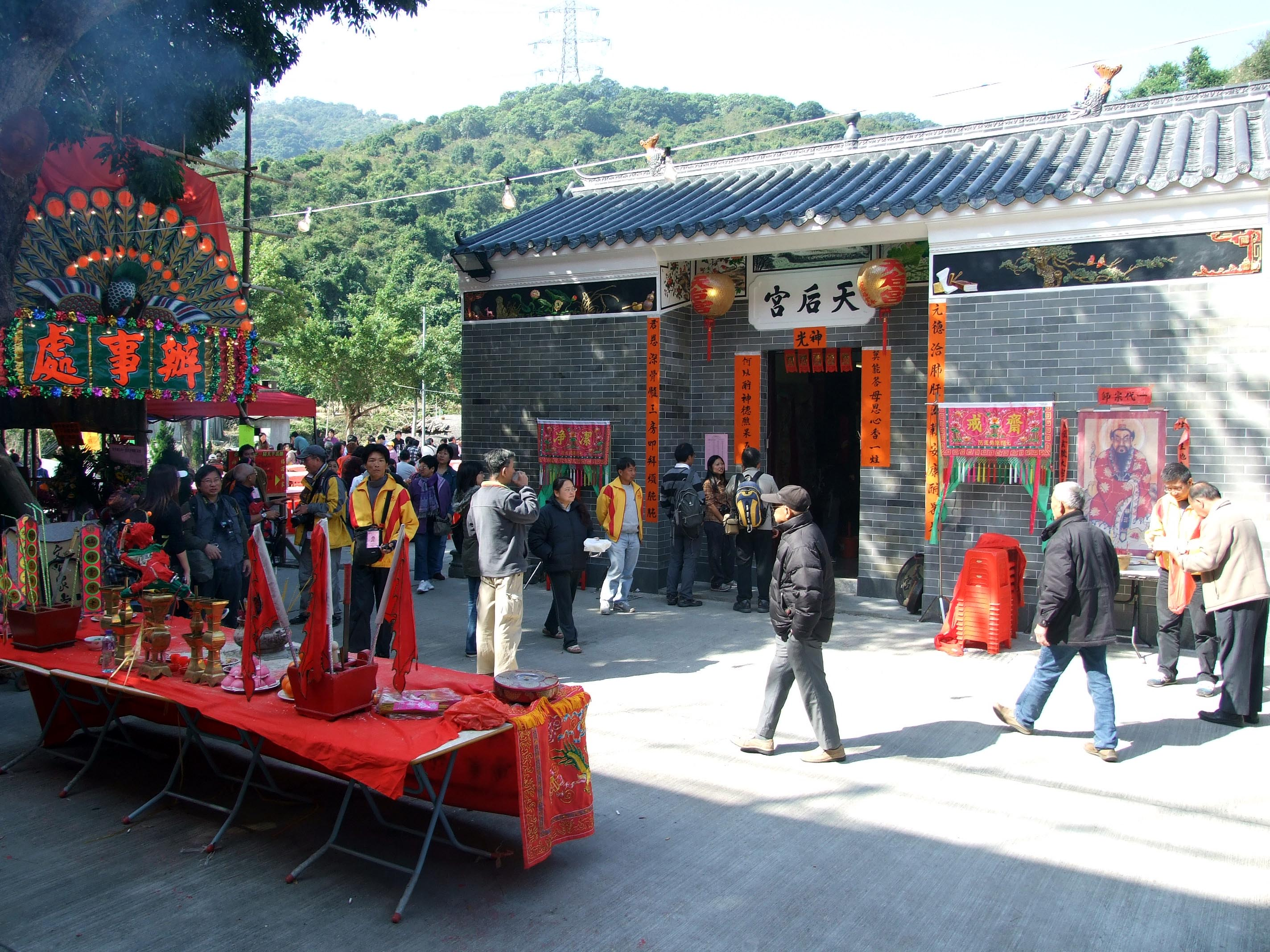
泰亨鄉庚寅年太平清醮

## 宗教衝突事件
2005年5月14日（農曆四月初七佛誕前夕），約二十名「基督純道福音教會」人士身穿黃色T恤，手持木製盾牌及長槍，高喊「耶穌在長洲」及「耶穌得勝」等口號，要求進入北帝廟。值理會多名職員指他們手持盾牌及長槍是攻擊性武器，在佛誕前遊行是不尊重神靈，是挑釁行為，不容許他們進入北帝廟範圍。雙方一度發生輕微推撞，最後經警員調停後，該批人士才改路而行。多名長洲居民對教會人士表示不滿，認為他們的行為是不尊重其他宗教行為。

## 註腳
1. ↑  .   [2015-12-08]. （原始内容存档于2018-10-01）. （页面存档备份，存于）
2. ↑  .   [2014-05-01]. （原始内容存档于2018-10-04）. （页面存档备份，存于）
3. ↑  1981年林村鄉太平清醮由正一派道士主理
4. ↑  1999年林村鄉太平清醮由圓玄學院主理
5. ↑  於1978年5月10日搶包山節目中由於其中兩座包山倒塌，引致28人受傷，令搶包山活動一度停辦
6. ↑  有獨特的「過關」儀式。
7. ↑  由東丫、北丫、白腊、沙橋等村居民以及水上居民合力舉辦。
8. 1 2  每次均有獨特的「天后出海巡遊」儀式。
9. ↑  蒲台島環島一日遊 （页面存档备份，存于），Billy 行山歷
10. ↑  據《香港離島區風物志》訪問東涌鄉究委員會主席羅錦輝載，清末年間，東涌一帶14條村的居民曾在石門甲村對出的廣場舉行過打醮。
11. ↑  楊春薇、薛藝兵. . 《中國音樂》. 2004, (1): 19-28  [2021-11-16]. （原始内容存档于2021-11-16）. （页面存档备份，存于）
12. ↑  有獨特的「天后出海巡遊」儀式。
13. ↑  google video視頻 的存檔，存档日期2011-07-18.
14. ↑  荔枝窩、鎖羅盆、三椏、梅子林、蛤塘、小灘、牛池湖七村合辦
15. ↑  聯同吉澳、深灣、三門仔、往灣洲（芒灣）、三磨石灣和高流灣7個海灣地區舉辦
16. ↑  我的故鄉－塔門：聯鄉建醮委員會 （页面存档备份，存于）
17. ↑  聯同大浪灣村和鶴咀村舉辦。
18. ↑  石澳太平清醮！周六飄色路線，遊客必讀備忘！ （页面存档备份，存于），GOtrip，2016年11月11日
19. ↑  google video視頻 的存檔，存档日期2011-08-08.
20. ↑  大澳打醮的年期眾說紛紜，大澳居民兼學者黃惠瓊指當地打醮只1930年一次，許舒博士提出為十年一次，蔡志祥博士則相信為三十年一次。
21. ↑  google video視頻 的存檔，存档日期2008-05-11.
22. ↑  慶祝香港回歸十週年安定繁榮社會和諧太上金籙羅天大醮致詞 的存檔，存档日期2010-01-04.
23. ↑  . 獨立媒體. 2005-05-27  [2021-05-28]. （原始内容存档于2022-01-03）. （页面存档备份，存于）
24. ↑  . christiantimes.org.hk.   [2021-05-28]. （原始内容存档于2021-06-24）. （页面存档备份，存于）